# Expédition de Morée
Vous lisez un « article de qualité » labellisé en 2007.
Guerre d'indépendance grecque
« Expédition de Morée » est le nom donné à l’intervention terrestre de l’armée française dans le Péloponnèse entre 1828 et 1833, lors de la guerre d'indépendance grecque, afin de libérer la région des forces d'occupation turco-égyptiennes. Elle est accompagnée d'une expédition scientifique mandatée par l'Institut de France.
Après la chute de Missolonghi en 1826, l’Europe occidentale a décidé d’intervenir en faveur de la Grèce insurgée. Son principal objectif est d’obtenir qu’Ibrahim Pacha, allié égyptien de l’Empire ottoman, évacue les régions occupées et le Péloponnèse. L’intervention débute par l’envoi d’une flotte franco-russo-britannique qui remporte la bataille de Navarin en octobre 1827 en détruisant l'ensemble de la flotte turco-égyptienne. En août 1828, un corps expéditionnaire français de 15 000 hommes conduit par le général Nicolas-Joseph Maison débarque dans le sud-ouest du Péloponnèse. Au cours du mois d'octobre, les Français prennent le contrôle des principales places-fortes tenues par les troupes turques. Bien que l’essentiel des troupes soit rentré en France au bout de huit mois, début 1829, la présence française se poursuit jusqu’en 1833. Cependant, l’armée française subit de nombreuses pertes humaines, autour de 1 500 morts, dues principalement aux fièvres et à la dysenterie.
Comme lors de la campagne d'Égypte de Napoléon Bonaparte, lors de laquelle une commission des sciences et des arts avait accompagné l’armée, une commission scientifique placée sous la tutelle de trois académies de l'Institut est adjointe aux corps expéditionnaire. Sous la direction du naturaliste et géographe Jean-Baptiste Bory de Saint-Vincent, dix-neuf savants représentant diverses spécialités, histoire naturelle, archéologie et architecture-sculpture, font le voyage en mars 1829 et restent neuf mois sur place pour la plupart d'entre eux. Leurs travaux se révèlent essentiels pour le développement en cours du nouvel État grec et, plus largement, marquent une étape majeure dans l’histoire de l’archéologie, de la cartographie et des sciences naturelles, ainsi que dans l’étude de la Grèce,.

## Contexte

### Contexte militaire et diplomatique

Delacroix, La Grèce sur les ruines de Missolonghi (1826). Ce tableau joua un rôle important dans la campagne d’opinion en Occident qui détermina une intervention.

En 1821, les Grecs s’étaient révoltés contre l’occupation ottomane. Ils avaient d’abord remporté de nombreuses victoires et proclamé leur indépendance le 1er janvier 1822. Les victoires grecques avaient été de courte durée, en partie parce que les insurgés s'étaient rapidement déchirés entre factions rivales au cours de deux guerres civiles. Le sultan Mahmoud II avait appelé à l’aide son vassal égyptien Méhémet Ali qui, en 1824, dépêcha en Grèce son fils Ibrahim Pacha avec une flotte de 8 000 puis de 25 000 hommes. L’intervention d’Ibrahim fut décisive : le Péloponnèse était reconquis en 1825 ; le verrou de Missolonghi était tombé en 1826 ; Athènes avait été prise en 1827. Il ne restait plus alors à la Grèce que Nauplie, Hydra, Spetses et Égine,,.
Le jeu des puissances européennes était alors ambigu, tout comme celui de leurs représentants au Levant. Le soulèvement grec, considéré comme libéral et national, ne convenait pas à l’Autriche de Metternich, principal artisan de la politique de la Sainte-Alliance. Cependant, la Russie, autre gendarme conservateur de l’Europe, était favorable à l’insurrection grecque par solidarité religieuse orthodoxe et par intérêt géostratégique (contrôle des détroits des Dardanelles et du Bosphore). La France de Charles X, autre membre actif de la Sainte-Alliance (elle venait d’intervenir en Espagne contre les libéraux), avait une position ambiguë : les Grecs, certes libéraux, étaient d’abord des chrétiens et leur soulèvement contre les Ottomans musulmans pouvait ressembler à une nouvelle croisades. La Grande-Bretagne, pays libéral, s’intéressait surtout à la protection de ses expatriés et de ses intérêts militaires et commerciaux en Méditerranée, où Londres désirait conserver toute son influence. Enfin, pour l’ensemble de l’Europe, la Grèce était le berceau de la civilisation et de l’art depuis l’Antiquité.
Depuis le siècle précédent avec, en particulier, la publication du Voyage du jeune Anacharsis, par l'Abbé Barthélémy et celle du Voyage Pittoresque de la Grèce, par le comte de Choiseul Gouffier, les fouilles, les découvertes et les explorations de ce dernier, un fort courant d’opinion philhellène se développait en Occident.
Après la chute héroïque en 1826 de Missolonghi, où le poète Lord Byron avait trouvé la mort en 1824, de nombreux artistes et intellectuels comme Chateaubriand, Victor Hugo, Alexandre Pouchkine, Gioachino Rossini, Hector Berlioz ou Eugène Delacroix (dans ses tableaux des Scènes des massacres de Scio en 1824, et de la Grèce sur les ruines de Missolonghi en 1826), amplifièrent le courant de sympathie pour la cause grecque dans l'opinion publique. Il fut alors décidé d’intervenir en faveur de la Grèce. Par le traité de Londres du 6 juillet 1827, la France, la Russie et le Royaume-Uni reconnurent l’autonomie de la Grèce qui resterait vassale de l’Empire ottoman. Les trois puissances se mirent d’accord pour une intervention limitée afin de convaincre la Porte d’accepter les termes du traité. Une expédition navale de démonstration fut suggérée et adoptée. Une flotte conjointe russe, française et britannique fut envoyée pour exercer une pression diplomatique sur Constantinople. La bataille navale de Navarin, livrée le 20 octobre 1827, entraîna la destruction totale de la flotte turco-égyptienne.

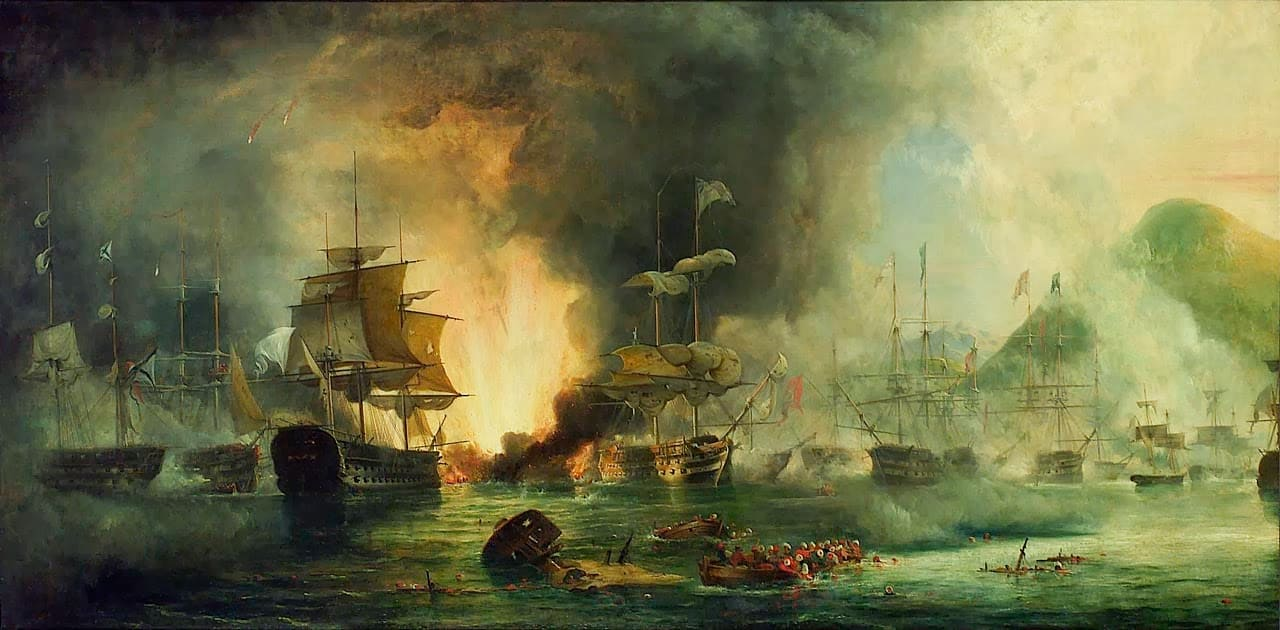
La Bataille de Navarin, le 20 octobre 1827, au cours de laquelle les forces navales alliées (Grande-Bretagne, France et Russie) ont vaincu de manière décisive les flottes ottomane et égyptienne.

En 1828, Ibrahim Pacha était donc dans une situation difficile : il venait d’essuyer une défaite à Navarin ; la flotte alliée exerçait un blocus qui l’empêchait de recevoir renforts et ravitaillement ; ses troupes albanaises qu’il ne pouvait plus payer, avaient regagné leur pays, sous la protection des troupes grecques de Theódoros Kolokotrónis. Le 6 août 1828, une convention avait été conclue à Alexandrie entre le vice-roi d’Égypte, Méhémet Ali et l’amiral britannique Edward Codrington : Ibrahim Pacha devait évacuer ses troupes égyptiennes et laisser le Péloponnèse aux quelques troupes turques (estimées à 1 200 hommes) qui y restaient encore. Cependant, Ibrahim Pacha refusant de tenir les engagements pris, continuait à contrôler diverses régions grecques : Messénie, Navarin, Patras et quelques autres places fortes. Il avait même ordonné la destruction systématique de Tripolitza.
Par ailleurs, le gouvernement français de Charles X commençait à avoir des doutes quant à sa politique grecque. Ibrahim Pacha lui-même releva cette ambiguïté lorsqu’il rencontra le général Maison en septembre : « Pourquoi la France après avoir fait des esclaves en Espagne en 1823 venait maintenant en Grèce faire des hommes libres ? » Enfin, une agitation libérale en faveur de la Grèce et s’inspirant de ce qui se passait alors en Grèce, commençait à se développer en France. Le gouvernement français décida donc de hâter les choses. Une expédition terrestre fut proposée à la Grande-Bretagne, qui refusa d’intervenir elle-même directement. Cependant, la Russie avait déclaré la guerre à l’Empire ottoman et ses victoires militaires inquiétaient Londres qui ne désirait pas voir l’empire des tsars descendre trop au sud. La Grande-Bretagne ne s’opposa donc pas à ce que la France intervînt seule.

### Contexte intellectuel
La philosophie des Lumières développa l’intérêt de l’Europe occidentale pour la Grèce, en fait pour une Grèce antique idéalisée. On considérait que les notions, si importantes pour les Lumières, de Nature et de Raison, avaient été les valeurs primordiales de l’Athènes classique. Les anciennes démocraties grecques, et surtout Athènes, devinrent des modèles à imiter. On alla y puiser des réponses aux problèmes politiques et philosophiques du temps. Des ouvrages tels que celui de Choiseul Gouffier : Voyage pittoresque de la Grèce, paru à partir de 1778, ou celui de l’Abbé Barthélemy : Voyage du Jeune Anacharsis, paru en 1788 servirent à fixer définitivement l’image que l’Europe avait de l’Égée.
Les théories et le système d’interprétation de l’art antique de Johann Joachim Winckelmann décidèrent du goût européen pour des dizaines d’années. Son œuvre majeure, Histoire de l’art antique., fut publiée en 1763, et traduite en français dès 1766. Il fut, dans cet ouvrage, le premier à périodiser l’art antique, classant les œuvres de façon chronologique et stylistique.
Les vues de Winckelmann sur l’art englobaient l’ensemble de la civilisation, puisqu’il faisait un parallèle entre niveau de développement général de celle-ci et évolution de l’art qu’il lisait comme on lisait à l’époque la vie d’une civilisation, en termes de progrès, d’apogée puis de déclin. Pour lui, l’art grec avait été le sommet de l’art et il avait culminé avec Phidias. Winckelmann considérait que les plus belles œuvres de l’art grec avaient de plus été produites dans des circonstances géographiques, politiques et religieuses idéales. Cette conception domina longtemps la vie intellectuelle en Europe. Il classa l’art grec en Antique (période archaïque), Sublime (Phidias), Beau (Praxitèle) et Décadent (période romaine).

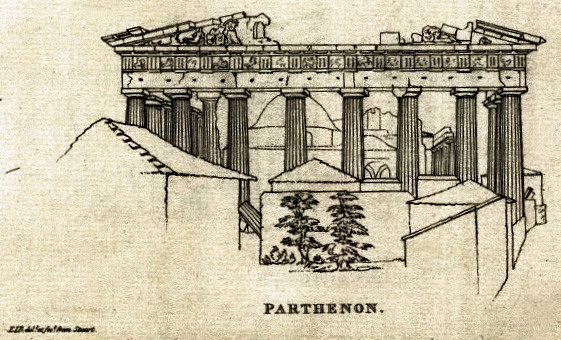
Le Parthénon, à l’époque de Lord Elgin.

Les théories de Winckelmann sur l’évolution de l’art culminant dans l’art grec, dans sa période Sublime, conçu dans une période de liberté politique et religieuse complète, participèrent à l’idéalisation de la Grèce antique et augmentèrent l’envie de se rendre en terre grecque. On croyait aisément alors avec lui que le bon goût était né sous le ciel de Grèce. Il sut convaincre l’Europe du XVIIIe siècle que la vie en Grèce antique était pure, simple et morale, et que l’Hellas classique était la source à laquelle les artistes devaient aller puiser les idéaux de « noble simplicité et calme grandeur ». La Grèce devint la « patrie des arts » et « l’éducatrice du goût ».
En conséquence, le style antique inspira, dans le dernier tiers du XVIIIe siècle, les arts décoratifs et architecturaux, donnant par exemple à maints monuments, tels ceux édifiés par l'architecte français Claude-Nicolas Ledoux, l'aspect d'un édifice de "l'âge d'or" grec.
Le gouvernement français avait placé les travaux de l’expédition de Morée dans la lignée de ceux de James Stuart et Nicholas Revett, qu’ils devaient compléter. Les expéditions à caractère semi-scientifique commanditées et financées par la Société des Dilettanti restaient la référence. Elles furent les premiers mouvements de re-découverte de la Grèce antique. La première, celle de Stuart et Revett à Athènes et dans les îles, eut lieu en 1751-1753. Celle de Revett, Richard Chandler et William Pars en Asie Mineure se déroula entre 1764 et 1766.
Celles menées par Louis François Sébastien Fauvel, sous la direction de Choiseul Gouffier, puis sous celles du gouvernement français, les prolongèrent, sous des couleurs françaises, de 1776 à la Restauration.
Enfin, les « travaux » de Lord Elgin sur le Parthénon au début du XIXe siècle avaient aussi suscité la convoitise. Il semblait qu’il était possible de constituer en Europe occidentale d’immenses collections d’art antique.

## L’expédition militaire
Une grande partie des informations concernant cette expédition provient des témoignages directs d'Eugène Cavaignac (capitaine en second dans le 2e régiment du génie et futur président du Conseil français en 1848), d'Alexandre Duheaume (capitaine dans le 58e régiment d'infanterie de ligne), de Jacques Mangeart (cofondateur d'une imprimerie et du journal franco-grec «Le Courrier d'Orient» à Patras en 1829) et du docteur Gaspard Roux (médecin en chef de l’expédition) qui se trouvent tous sur place, faisant partie de l’expédition militaire.

### Préparation

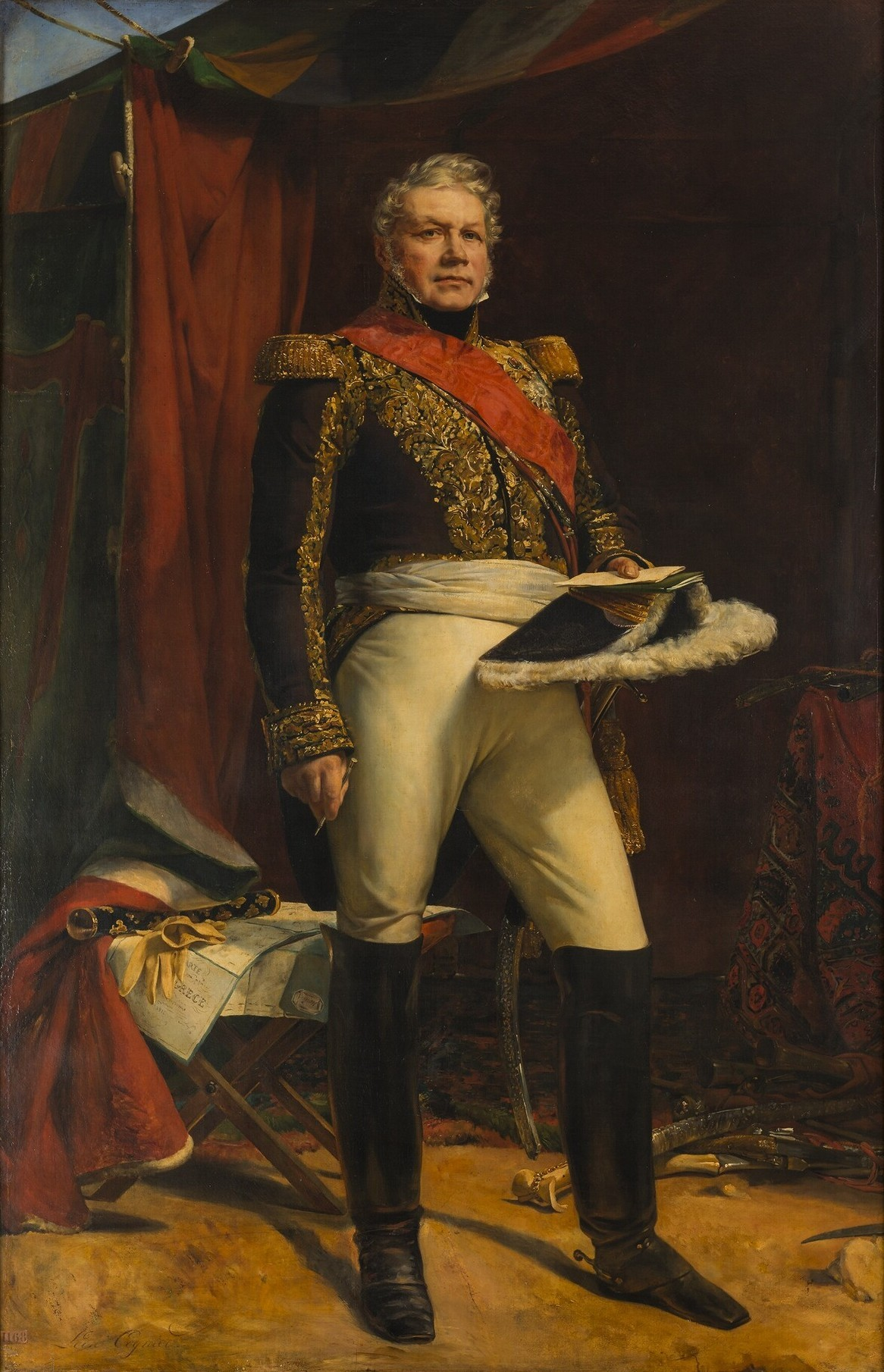
Le maréchal Nicolas Joseph Maison, commandant en chef du corps expéditionnaire (en arrière plan, sous son bâton de maréchal, on peut observer la « carte de Morée de 1832 » levée par l'expédition)

La Chambre des députés autorise un emprunt de 80 millions de francs-or pour permettre au gouvernement de tenir ses engagements. Un corps expéditionnaire de 14 000 à 15 000 hommes (appartenant majoritairement aux départements méridionaux de la France) commandés par le lieutenant-général Nicolas-Joseph Maison est formé. Il est composé de trois brigades commandées par les maréchaux de camp Tiburce Sébastiani (le frère du maréchal Horace Sebastiani, 1re brigade), Philippe Higonet (2e brigade) et Virgile Schneider (3e brigade). Le chef d’état-major est le général Antoine Simon Durrieu,.
Le corps expéditionnaire comprend neuf régiments d’infanterie de ligne :
- 1re brigade (3 666 hommes, Tiburce Sébastiani) : 8e régiment (1 323), 27e régiment (1 144) et 35e régiment (1 199).
- 2e brigade (3 935 hommes, Philippe Higonet) : 16e régiment (1 322), 46e régiment (1 310) et 58e régiment (1 303).
- 3e brigade (3 896 hommes, Virgile Schneider) : 29e régiment (1 310), 42e régiment (1 305), et 54e régiment (1 281).

Partent aussi le 3e régiment de chasseurs à cheval (1re brigade, 286 hommes, commandé par le colonel Paul-Eugène de Faudoas-Barbazan), quatre compagnies d’artillerie des 3e et 8e régiment d’artillerie (484 hommes, 12 pièces de siège, 8 pièces de campagne, et 12 pièces de montagne) et deux compagnies du génie (800 sapeurs et mineurs),.
Une flotte de transport protégée par des vaisseaux de guerre est organisée, forte d'une soixantaine de navires en tout. Il s’agit de transporter le matériel, les vivres, les munitions et les 1 300 chevaux pour l’expédition, mais aussi les armes, les munitions et l’argent destinés au gouvernement grec de Ioánnis Kapodístrias. La France désire en effet soutenir les premiers pas de la Grèce libre en l’aidant à mettre sur pied son armée. Le but est également de conserver une influence dans la région.
Après qu'une courte et énergique proclamation du général en chef Nicolas-Joseph Maison est lue aux compagnies assemblées la veille de l'embarquement, la première brigade quitte Toulon le 17 août, la deuxième le 19 août dans un premier convoi. Le second convoi, comprenant la troisième brigade, ne part que le 2 septembre. Le général Maison se trouve avec la première brigade à bord du vaisseau de ligne Ville de Marseille. Le premier convoi est composé de navires marchands et, outre le Ville de Marseille, des frégates l’Amphitrite, la Bellone et la Cybèle. Le second convoi est escorté par le vaisseau de ligne Duquesne et les frégates Iphigénie et Armide.

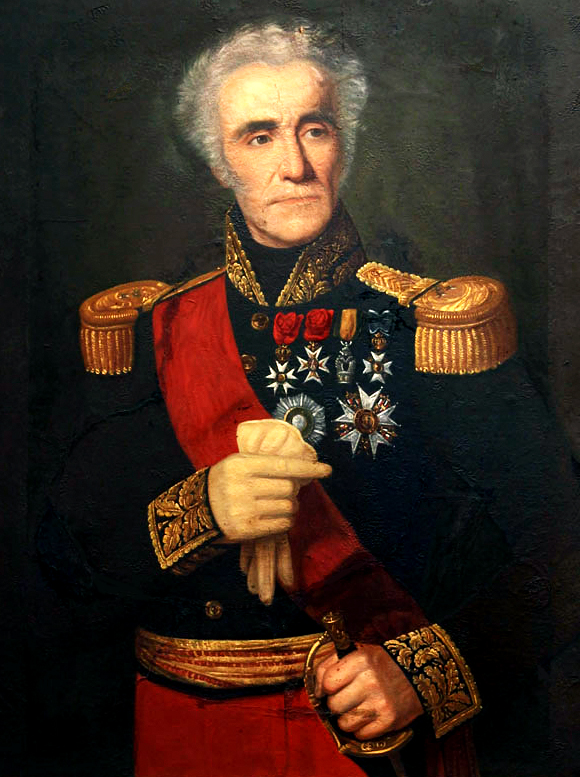
Le général Antoine Simon Durrieu (Chef d’état-major)
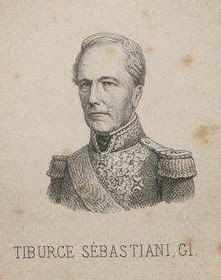
Le maréchal de camp Tiburce Sébastiani (1re brigade)
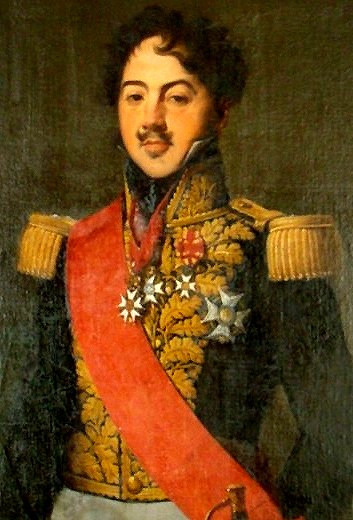
Le maréchal de camp Philippe Higonet (2e brigade)
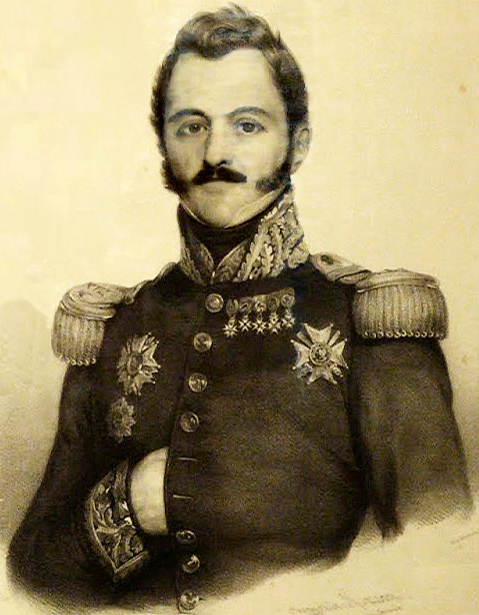
Le maréchal de camp Virgile Schneider (3e brigade)

### Opérations dans le Péloponnèse

#### Débarquement

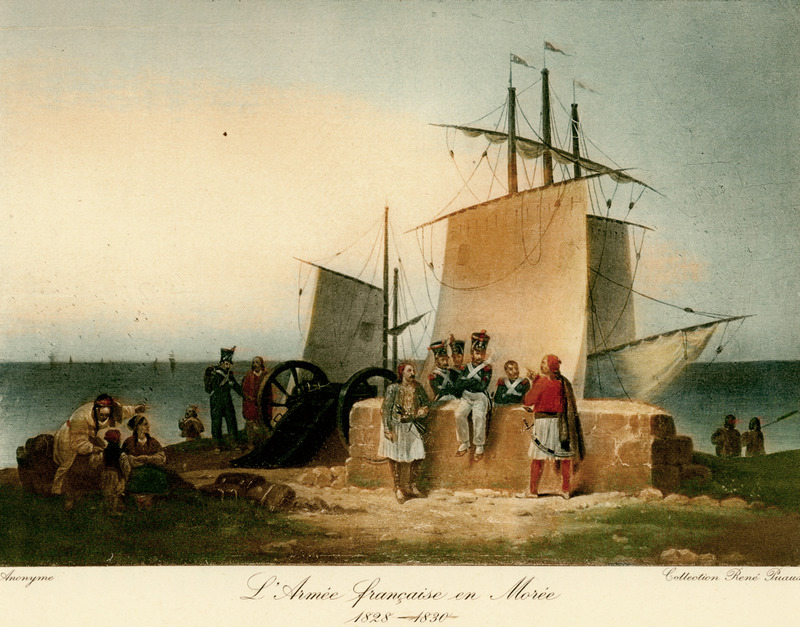
L’Armée française en Morée (1828-1830), par Noël-Dieudonné Finart.

Après une traversée aisée, le premier convoi transportant les deux premières brigades se présente le 28 août à midi dans la baie de Navarin où mouille l’escadre conjointe franco-russo-britannique. L’armée égyptienne est concentrée entre Navarin et Modon (villes actuelles de Pylos et de Methóni). Le débarquement est donc risqué. Après deux heures d'entretien entre le général Maison et l’amiral Henri de Rigny, venu à sa rencontre à bord du Conquérant, la flotte décide de faire voile vers le golfe de Messénie dont l’entrée au sud est protégée par une forteresse tenue par les Ottomans à Coron (ville actuelle de Koróni). Le corps expéditionnaire gagne le nord-ouest du golfe et commence son débarquement sans rencontrer d'opposition dès le 31 août, pour l’achever les deux jours suivants,,. Les Français montent leur camp à dix minutes au nord de la ville de Petalídi et des ruines de l’ancienne Coronée, sur les rives des rivières Djané (pour l'état-major), Karakasili-Karya et Velika. Cet emplacement stratégique leur permet alors d'interdire le passage aux troupes d'Ibrahim au nord vers le reste du Péloponnèse, en les confinant ainsi à l’extrême sud de la péninsule. Une proclamation du gouverneur Kapodistrias avait informé la population grecque de l’arrivée imminente d’une expédition française. La population locale se serait alors précipitée au-devant des troupes dès qu’elles eurent posé le pied en Grèce et leur aurait offert des vivres. La 1re brigade commandée par Tiburce Sébastiani se met en route dès le 8 septembre pour Coron, sur les hauteurs de laquelle elle installe son camp,. Le second convoi, qui a essuyé une tempête dans la nuit du 16 septembre et perdu trois bâtiments (dont le brick l'Aimable Sophie qui transporte 22 chevaux du 3e régiment de chasseurs), effectue son débarquement le 22 septembre à Pétalidi. Le 26, il rejoint par mer la 2e brigade au camp de Djalova à Navarin, où cette dernière se trouve déjà après y avoir déménagé par terre son camp de Pétalidi le 15 septembre. Les Français découvrent avec effroi un pays qui vient d’être ravagé par les troupes d'Ibrahim : villages entièrement rasés, récoltes incendiées et population encore sous le joug de la terreur, affamée et recluse dans des cavernes,. Edgar Quinet et Amaury-Duval (de l’expédition scientifique) écrivent six mois plus tard,: 

« Je pris la chaussée vénitienne de Modon, à travers les couches de cendre et les charbons des oliviers dont la vallée était autrefois ombragée. Quelques cavernes s'ouvrent tristement sur le chemin. À la place des villages, des kiosques et des tours qui pendaient à mi-côte, on ne voit plus que de longues murailles calcinées, et les huttes des troupes du pacha en forme de barques d'argile, amarrées au pied des montagnes. Une fois je me dirigeai vers les restes d'une église byzantine, où je croyais voir des marbres écroulés; mais il se trouva que le porche et le circuit étaient jonchés de blancs squelettes. »

— Edgar Quinet

« Le lendemain de notre arrivée, nous descendîmes à terre, où m'attendait le plus affreux spectacle que j'aie vu de ma vie. Au milieu de quelques baraques de bois construites sur le rivage, en dehors de la ville (Navarin), dont il ne restait que des ruines, circulaient, hâves et déguenillés, des hommes, des femmes, des enfants, qui n'avaient plus rien d'humain dans les traits : les uns sans nez, d'autres sans oreilles, tous plus ou moins couverts de cicatrices ; mais ce qui nous émut au dernier point, ce fut un petit enfant de quatre ou cinq ans que son frère conduisait par la main ; je m'approchai : il avait les yeux crevés. Les Turcs et les Égyptiens n'avaient épargné personne dans cette guerre. »

— Amaury-Duval

#### Départ de l’armée égyptienne

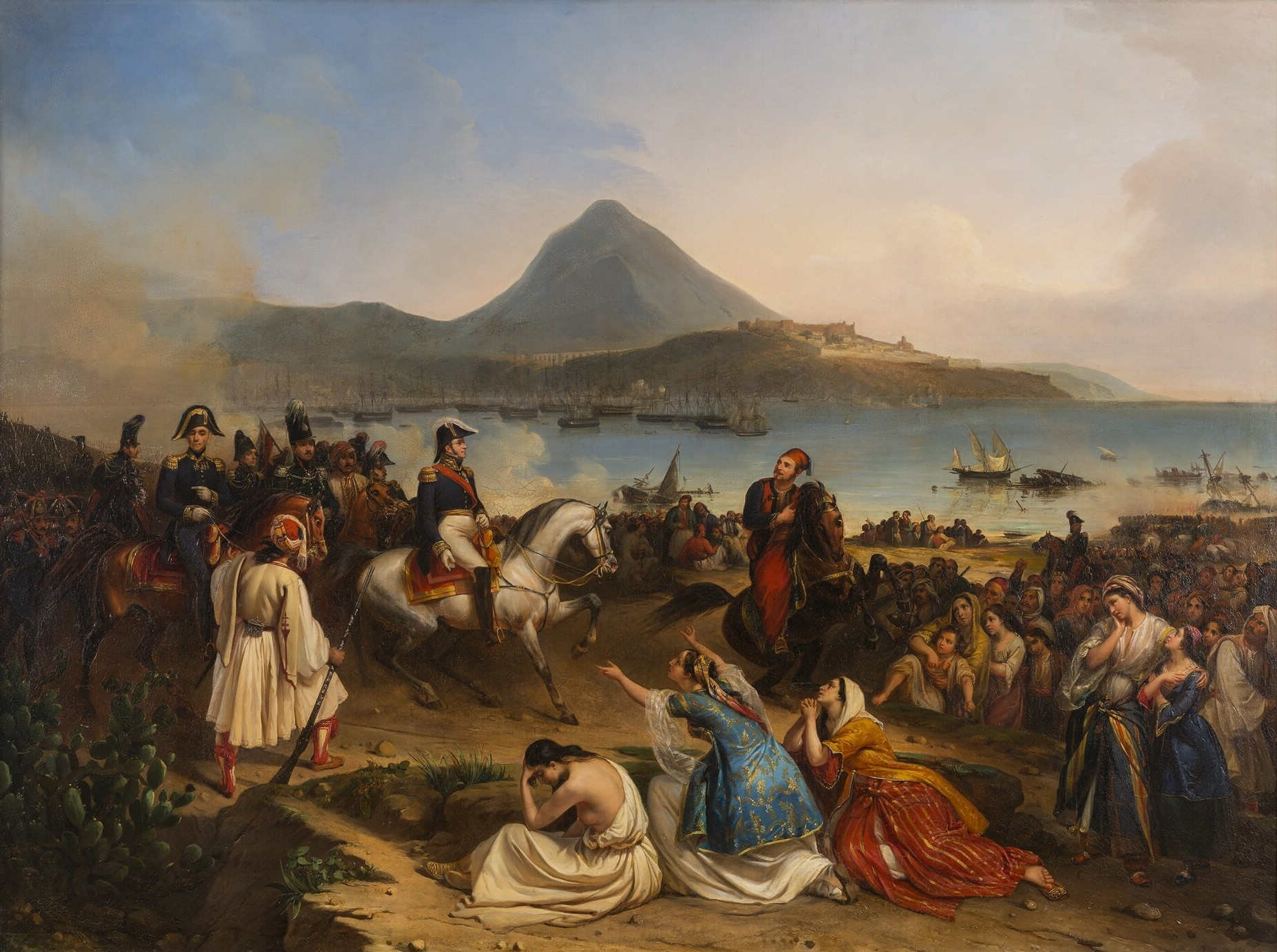
La rencontre du général Maison et d'Ibrahim Pacha le 1 octobre 1828 sur les rives de la rade de Navarin.

Suivant la convention d'Alexandrie du 6 août 1828, conclue entre le vice-roi d’Égypte Méhémet Ali et l’amiral britannique Edward Codrington, Ibrahim Pacha devait évacuer ses troupes du Péloponnèse. Or ce dernier use de divers prétextes pour retarder l’évacuation : problèmes de vivres, de transport ou difficultés imprévues dans la remise des places fortes. Les officiers français ont des difficultés à retenir l’ardeur combative de leurs soldats qui par exemple s’enthousiasment à la nouvelle (démentie) d’une marche imminente sur Athènes,. Cette impatience des troupes fut peut-être décisive pour convaincre le commandant égyptien de respecter ses engagements. De plus, les soldats français commencent à souffrir des pluies automnales qui détrempent leur camp de tentes, favorisant le paludisme et la dysenterie,. Le capitaine Eugène Cavaignac écrit, le 24 septembre, qu’une trentaine d’hommes sur les 400 de sa compagnie du génie sont déjà touchés par les fièvres. Le général Maison désire pouvoir établir ses hommes dans les casernes des forteresses.
Le 7 septembre, après une longue conférence à bord du vaisseau le Conquérant, en présence du général Maison et des trois amiraux alliés, Ibrahim Pacha accepte finalement l’évacuation de ses troupes, à compter du 9 septembre. La convention passée avec le général Maison prévoit que les Égyptiens partiront avec armes, bagages et chevaux, mais sans aucun prisonnier ni esclave grec,,. La flotte égyptienne ne pouvant évacuer toute l’armée en une seule fois, le ravitaillement des troupes restées à terre est autorisé (elles venaient de subir un long blocus). Une première division égyptienne de 5 500 hommes sur 27 navires, fait voile le 16 septembre, escortée par trois bâtiments de la flotte conjointe (deux bâtiments britanniques et la frégate française la Sirène (en)). La veille, le 15 septembre, les troupes françaises ont déménagé leur camp de Pétalidi et ont traversé la péninsule de Messénie vers l'ouest afin de se rapprocher de Navarin. Elles ont installé leur nouveau camp au fond de la rade dans la plaine marécageuse de la Djalova, à deux lieues au nord de la ville,. Le 1er octobre, le général Maison y effectue une revue des troupes françaises au complet sur le rivage, en présence d'Ibrahim venu sans escorte, et du général grec Nikitarás. L'imprimeur français Jacques Mangeart, présent à la revue, en donne une description détaillée.
L’évacuation se poursuit ainsi tout au long du mois de septembre et le dernier transport égyptien appareille le 5 octobre, en emportant Ibrahim Pacha. Des 40 000 hommes qu’il avait amenés d’Égypte, il n'en rembarque à peine que 21 000,. Il ne reste plus que quelque 2 500 soldats ottomans pour tenir les différentes places fortes du Péloponnèse. La mission suivante des troupes françaises est de les « sécuriser » et de les remettre à la Grèce indépendante.

#### La prise des places fortes
Les dépêches adressées par le lieutenant-général Nicolas-Joseph Maison, commandant de la division d'expédition en Morée, au ministre de la Guerre Louis-Victor de Caux de Blacquetot offrent une description détaillée de la prise des places fortes de Morée au cours du mois d'octobre 1828.

##### Navarin

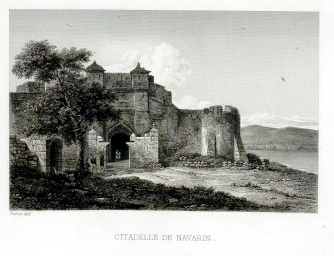
La forteresse de Navarin (actuelle Pylos) prise par le général Philippe Higonet

Le 6 octobre, au lendemain du départ d'Ibrahim, le général Maison ordonne au général Philippe Higonet de marcher sur Navarin. Il part avec le 16e régiment d’infanterie, de l’artillerie et des hommes du génie. Navarin est alors assiégé, côté mer, par la flotte de l’amiral Henri de Rigny et, sur terre, par les soldats du général Higonet. Le commandant turc de la place refuse de se rendre : « La Porte n’est pas en guerre avec les Français, ni avec les Anglais ; on ne commettra aucun acte d’hostilité, mais on ne rendra pas la place ». Les sapeurs reçoivent alors l’ordre d’ouvrir une brèche dans les murailles. Le général Higonet entre dans la forteresse tenue par 530 hommes, qui se rendent sans résistance, avec soixante canons et 800 000 cartouches. Les soldats français s’installent durablement à Navarin dont ils relèvent les fortifications, reconstruisent les maisons et où ils installent un hôpital et diverses administrations locales.

##### Modon

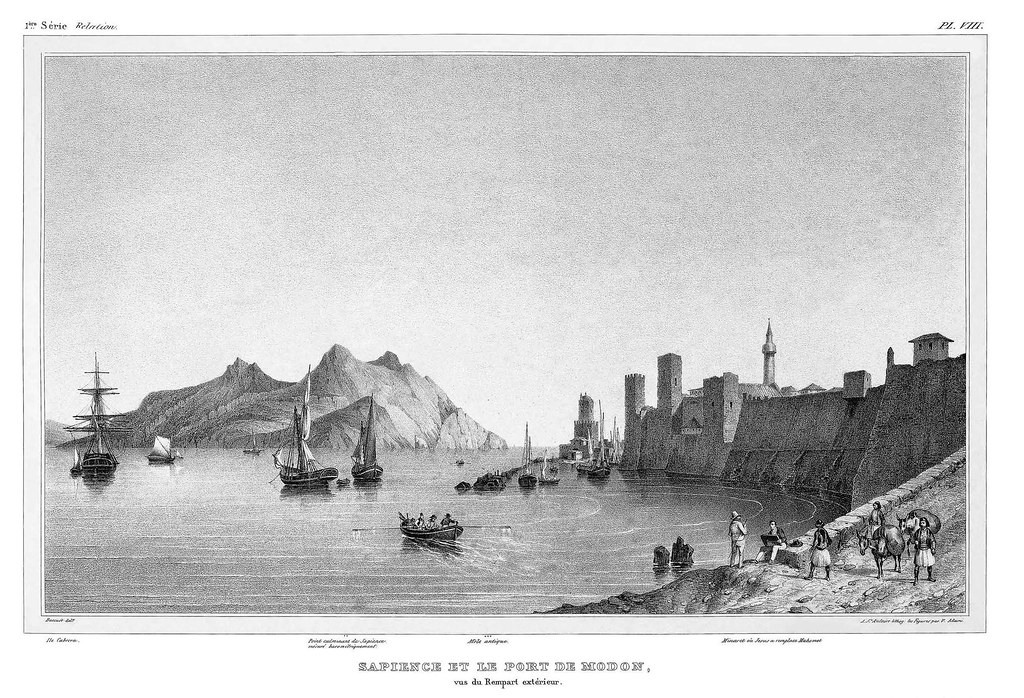
La forteresse de Modon (actuelle Methóni) prise par le général Antoine Simon Durrieu

Le 7 octobre, le 35e régiment d’infanterie commandé par le chef d’état-major, le général Antoine Simon Durrieu, accompagné de l’artillerie et du génie se montre devant Modon, ville mieux fortifiée, défendue par 1 078 hommes, cent canons et qui dispose de vivres pour plus de six mois. Deux vaisseaux de ligne, le Breslaw (en) (capitaine Maillard) et le Wellesley (en) (capitaine Maitland) bloquent le port et menacent la forteresse de leurs canons. Les commandants de la place, le Turc Hassan-Pacha et l’Égyptien Achmet-Bey, font le même type de réponse que le commandant de Navarin. Les fortifications de Modon étaient cependant dans un meilleur état que celles de Navarin. Au même signal, une partie des troupes et des marins embarqués sur des chaloupes enfoncent la porte de mer, tandis que côté terre, les sapeurs attaquent la porte principale de la ville. Mais la garnison ne se défend pas et ses commandants demandent de parlementer à nouveau. Ils expliquent alors au général Maison qu’ils ne pouvaient rendre la forteresse sans désobéir aux ordres du Sultan, mais ils reconnaissent aussi qu’il leur est impossible de résister et qu'il faudrait que la place soit défendue au moins symboliquement. Le général français leur accorde alors les mêmes conditions de reddition qu'à Navarin. La place est prise et le général Maison y installe ses appartements (dans l'ancienne demeure d'Ibrahim Pacha) ainsi que le quartier-général de l’expédition de Morée.

##### Coron

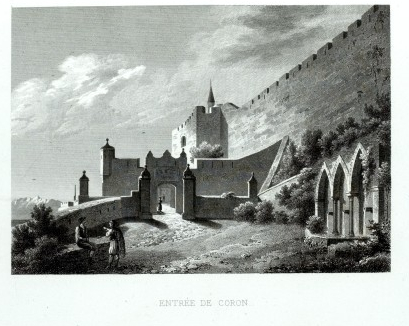
La forteresse de Coron (actuelle Koróni) prise par général Tiburce Sébastiani

La prise de Coron est plus difficile. Le général Tiburce Sébastiani s’y présente le 7 octobre avec une partie de sa brigade et y annonce la prise des forteresses de Navarin et de Modon. La réponse du commandant de la place est similaire à celles données à Navarin et Modon. Le 8, Sébastiani envoie ses sapeurs qui sont repoussés par des pierres lancées du haut des murailles. Il y a douze blessés, dont les capitaines du génie Cavaignac et plus grièvement, Boutauld, ainsi qu'un sergent et trois sapeurs. Les autres soldats français se sentant insultés, leur général a de grandes difficultés à les empêcher d’ouvrir le feu et de prendre la place par la force. L’Amphitrite, puis le Breslaw (en) et le Wellesley (en) viennent prêter main-forte aux troupes terrestres. Leur menace conduit le commandant ottoman à la reddition. Le 9 octobre, les Français entrent dans Coron,, et s’emparent de quatre-vingts canons et mortiers et de nombreux vivres et munitions. La place est alors remise aux troupes grecques du général Nikitarás qui s'y installe.

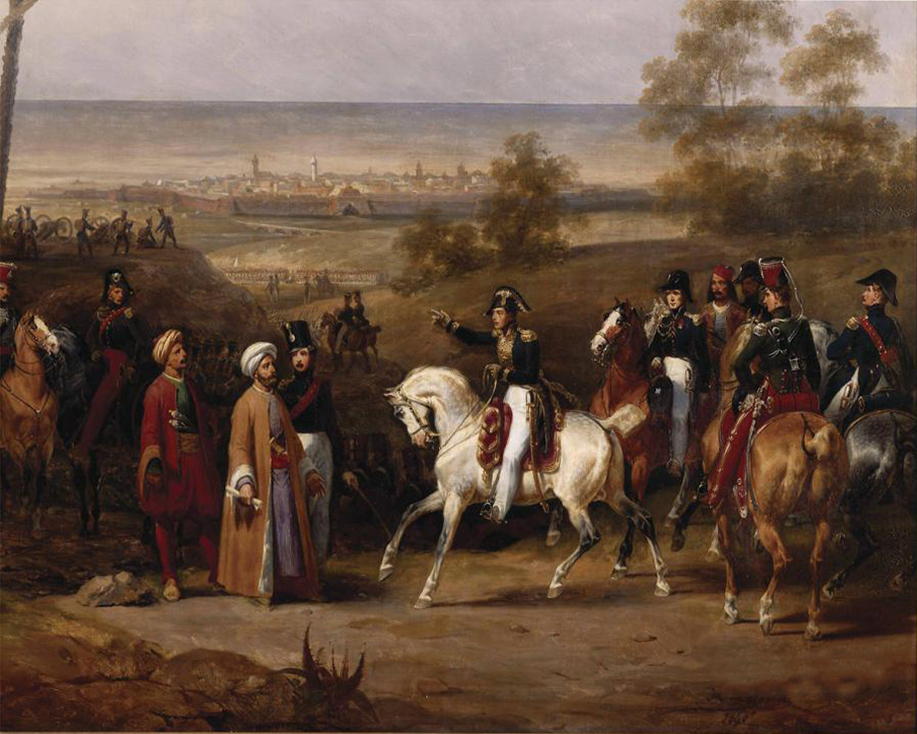
Prise de Coron par les généraux Tiburce Sébastiani et Nikitarás (le 9 octobre 1828)

##### Patras
Patras est encore contrôlée par les troupes d'Hadji-Abdulah, pacha de Patras et du « château de Morée ». La troisième brigade du général Virgile Schneider avait été envoyée par la mer pour prendre la ville du nord-ouest de la péninsule. Elle y débarque le 4 octobre. Le général français donne à Hadji-Abdulah vingt-quatre heures pour remettre la place. Le 5 octobre, à l’expiration de l’ultimatum, trois colonnes marchent sur la ville et l’artillerie est déployée. Le pacha signe alors immédiatement la capitulation de Patras et du « château de Morée »,. Mais, le jour fixé par la convention entre le général Schneider et le pacha Hadji-Abdulah pour la remise du château de Morée aux troupes françaises, les aghas commandant celui-ci se révoltent et refusent d’obéir à leur pacha, qu'ils considèrent comme traître, et annoncent qu’ils préfèrent mourir dans les ruines de leur forteresse plutôt que de se rendre.

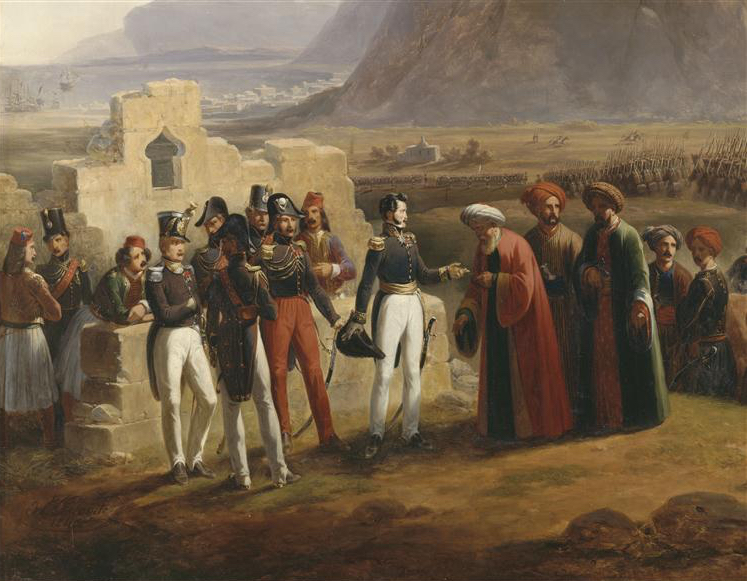
Prise de Patras par le général Virgile Schneider (le 5 octobre 1828)

Cependant, le 14 octobre, la corvette l'Oise est déjà partie pour la France, ayant à son bord le capitaine d’état-major Jean Baptiste Eugène, vicomte Maison (fils et aide-de-camp du général Maison), qui est porteur des dépêches annonçant au roi Charles X la reddition des places de Navarin, Modon, Coron et Patras, et qu'une seule est encore sous contrôle des Turcs, le château de Morée.

##### Siège du «château de Morée»
Le « château de Morée », Kastro Moreas ou encore Kastelli, situé en bord de mer à 10 km au nord de Patras (près de Rion, et en face du « château de Romélie » situé sur la côte opposée, garde l'entrée du golfe de Corinthe, appelée aussi petites Dardanelles. Il avait été construit sur cette place stratégique par le sultan Bayezid II (ou Bajazet II) en 1499.

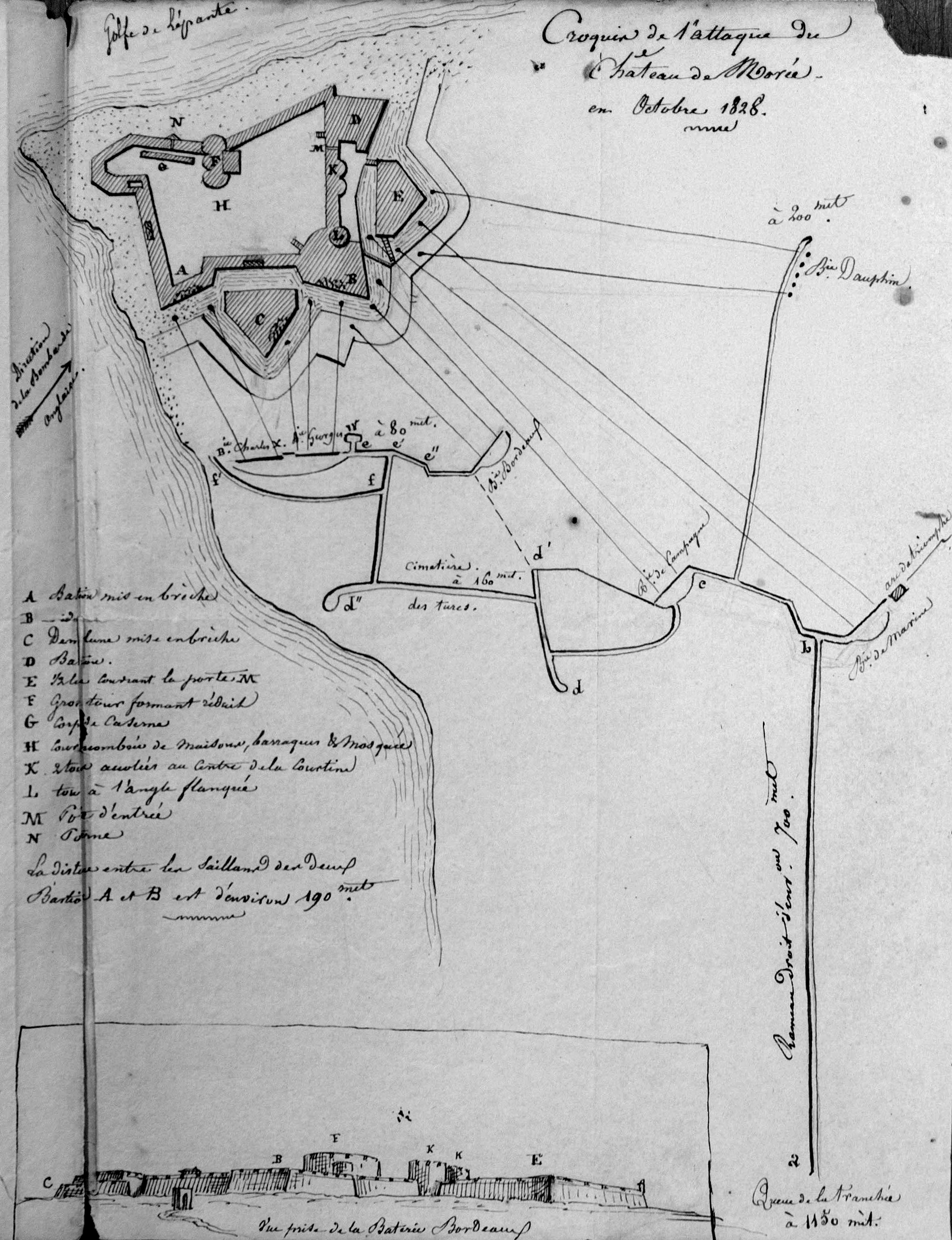
Plan d'attaque du Château de Morée (manuscrit du Colonel Antoine-Charles-Félix Hecquet du 54e régiment d'infanterie)

Le général Schneider tente de négocier sa reddition avec les aghas rebelles. Mais ils persistent dans leur refus de se rendre et tirent même sur le général. Le 19 octobre, le siège est alors mis devant la forteresse et quatorze pièces de marine et de campagne, installées à un peu plus de 400 mètres, réduisent l’artillerie des assiégés au silence. À Navarin, le général Maison décide de faire embarquer 1 500 hommes de plus, toute son artillerie ainsi que ses sapeurs sur les vaisseaux de ligne de l’amiral de Rigny, qu'il accompagne avec le général Durrieu. Le 20 octobre, il fait également envoyer, par la terre, le général Higonet qui commande deux régiments d’infanterie de sa brigade et le 3e régiment de chasseurs à cheval,. Ces renforts arrivent le 26 octobre au soir, après une semaine de marche exténuante réglée au rythme du tambour, décrite par le capitaine Duheaume dans ses Souvenirs. En plus de dix-huit pièces de marine et de campagne, vingt-deux nouvelles batteries dites « de brèche » sont installées. Elles reçoivent les noms de « Charles X » (roi de France), de « George IV » (roi de Grande-Bretagne; cette attention est saluée par les Britanniques), de « duc d’Angoulême » (fils du roi et dauphin de France), de « duc de Bordeaux » (Henri d'Artois, petit-fils du roi et futur comte de Chambord) et de « la Marine »,,. Une partie de la flotte française, dont le Breslaw (en) et le Conquérant, ainsi que la frégate britannique la Blonde (commandée par l'amiral Edmund Lyons) viennent ajouter leurs canons,. Certaines pièces des batteries françaises et britanniques sont même mêlées et manipulées par des canonniers des deux nations. La flotte russe ne peut prendre part au siège, étant stationnée à Malte, mais l'amiral Lodewijk van Heiden avait depuis longtemps offert d'être à la disposition du général Maison.
Le 30 octobre au petit matin, les batteries, vingt-cinq pièces de gros calibre (dont six de campagne, quatre obusiers, plusieurs mortiers et une bombarde britannique) ouvrent le feu. En quatre heures, une large brèche est ouverte dans les remparts. Un parlementaire sort alors en arborant un drapeau blanc afin de négocier les termes de la reddition de la place. Le général Maison répond que les termes avaient déjà été négociés au début du mois à Patras. Il ajoute qu'il n'accordera pas de capitulation à des gens qui en avaient déjà violé une. Il donne également une demi-heure à la garnison de 600 hommes pour ouvrir les portes de la place et l'évacuer sans armes. Les aghas se soumettent. Cependant, la résistance de la forteresse a coûté 25 hommes, tués ou blessés, à l’expédition française,,.

### Résultats militaires de l'expédition

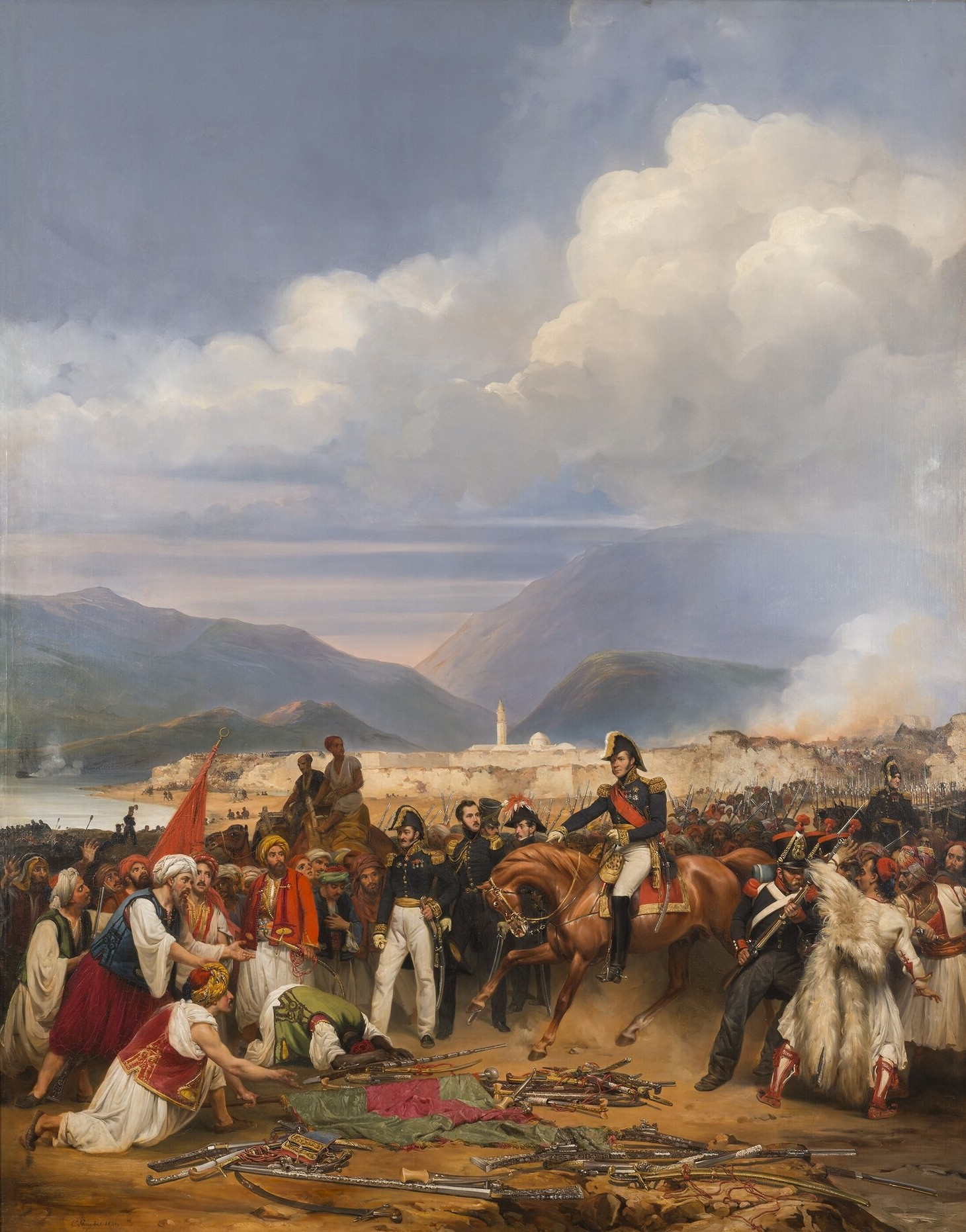
Le général Maison recevant la reddition du château de Morée le 30 octobre 1828.

Le 5 novembre 1828, les derniers Turcs et Égyptiens ont définitivement évacué la Morée. Ces 2 500 hommes et leurs familles sont embarqués à bord de vaisseaux français à destination de Smyrne. C'est donc 26 à 27 000 hommes au total qui ont été forcés de quitter le pays et les places fortes en peu de jours. La prise des places fortes de Morée par le corps expéditionnaire français ne lui avait en effet nécessité qu'un mois :

« En tout, nos opérations ont été heureuses : nous n'y trouvons pas de gloire militaire, sans doute; mais l'objet pour lequel nous sommes venus, la libération de la Grèce, en aura été plus heureux et plus prompt; la Morée aura été purgée de ses ennemis. »

— Lieutenant-général Nicolas-Joseph Maison
Les ambassadeurs français, britanniques et russes s’étaient installés à Poros en septembre 1828 pour y discuter avec les ambassadeurs turcs du futur régime et des frontières de la Grèce indépendante. Le 5 octobre, le jour du départ d'Ibrahim Pacha de Grèce et la veille seulement du début des opérations militaires, le général Maison avait explicitement exprimé au président grec Ioánnis Kapodístrias son désir de poursuivre les opérations militaires au-delà de Patras et de les porter avant la fin du mois en Attique et en Eubée. La France soutenait ce projet et avait pour cela initialement donné des instructions au général Maison le 27 août 1828,,. Mais le premier ministre britannique, le duc de Wellington, s’y oppose vivement, souhaitant que le nouvel État grec ne se limite qu'au Péloponnèse seul. Il est décidé finalement de laisser aux Grecs seuls le soin de chasser les Ottomans de ces territoires. L’armée française, malgré sa déception de ne point pouvoir poursuivre son projet de libération de la Grèce, doit se résoudre à n'intervenir que si les troupes grecques se trouvent en difficulté.
L'Empire ottoman ne peut plus désormais s'appuyer sur les troupes égyptiennes pour tenir la Grèce. On revient ainsi à la situation stratégique qui avait précédé le débarquement d'Ibrahim Pacha en 1825. Alors, les insurgés grecs avaient triomphé sur tous les fronts. L'expédition militaire française terminée le 1er novembre 1828, les troupes régulières de l'Armée grecque, toutes récemment établies, n'ont plus à affronter que les troupes turques restées en Grèce centrale. Livadiá, verrou de la Béotie est conquise dès le début du mois de novembre 1828 par le maréchal Dimítrios Ypsilántis à la tête de l'Armée de Grèce Orientale. Une contre-attaque de Mahmut Pacha depuis l'Eubée est repoussée en janvier 1829. Augustínos Kapodístrias, à la tête de l'Armée de Grèce Occidentale, assiège puis reprend en avril 1829 la ville de Naupacte, et en mai 1829 celle, symbolique, de Missolonghi. Ypsilántis reprend Thèbes le 21 mai 1829 et défait 5 000 Turcs au col de Pétra (entre Thèbes et Livadiá) lors de la dernière bataille de la guerre d’indépendance grecque, le 12 septembre 1829,.
Il faut cependant la victoire militaire de la Russie sur la Turquie lors de la guerre russo-turque de 1828-1829 et la signature du traité de Constantinople le 21 juillet 1832 pour voir reconnue et garantie par les grandes puissances l'indépendance de la Grèce. Ce traité marque ainsi le terme de la guerre d'indépendance grecque de 1821. Le territoire du nouveau Royaume de Grèce ne s'étend cependant que sur les régions libérées par les troupes françaises et grecques : le Péloponnèse, certaines îles et la Grèce centrale (la frontière nord du royaume est tracée suivant une ligne joignant les villes d'Arta et de Vólos, ligne aussi appelée Ambracique–Pagasétique).

### Les Français dans le Péloponnèse
Leur mission ainsi terminée, la majeure partie des troupes de l’expédition de Morée organisent alors leur retour en France à partir du mois de janvier 1829 (général Higonet et général Sébastiani). Jacques Mangeart, le docteur Roux et la brigade dans laquelle se trouve le capitaine Cavaignac embarquent dans les premiers jours d’avril 1829,,. Le général Maison (après avoir été fait maréchal de France le 22 février 1829) et le général Durrieu (après avoir été promu général de division le même jour) quittent le sol grec le 22 mai 1829 ; le capitaine Duheaume, le 4 août 1829.
Seule une brigade, dite « d'occupation », de 5 000 hommes (composée des 27e, 42e, 54e et 58e régiments stationnés à Navarin, Modon et Patras) reste dans le Péloponnèse sous le commandement du général Schneider. Quelques troupes venues de France viennent relever les soldats restés en Grèce : ainsi, le 57e régiment d'infanterie de ligne débarque à Navarin le 25 juillet 1830. Les troupes françaises, commandées par le général Maison, puis par le général Schneider, et enfin par le général Guéhéneuc à partir de juillet 1831, ne restent pas inactives pendant presque cinq ans (1828-1833),.

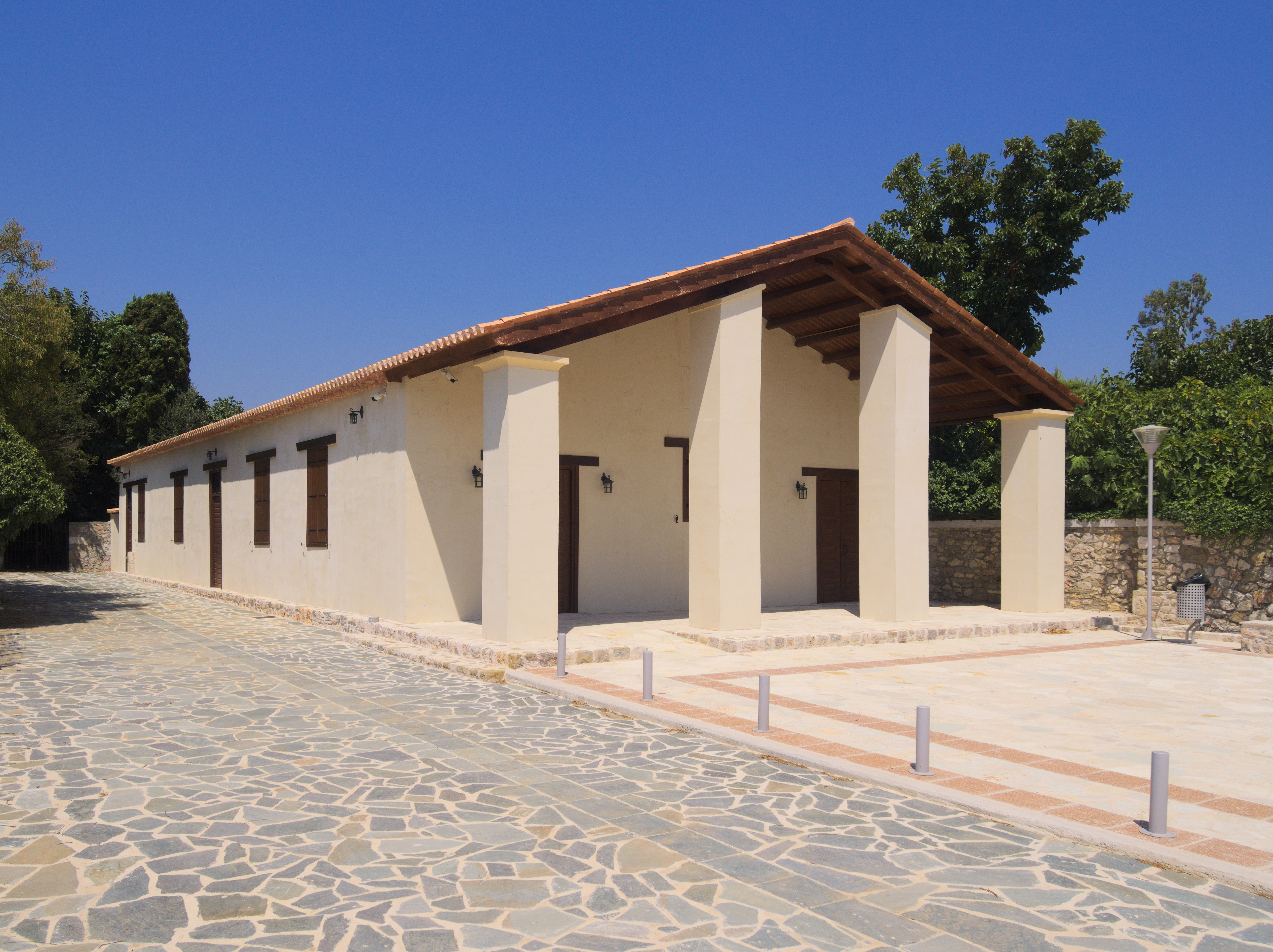
L'École d'enseignement mutuel Capodistrienne de Modon, construite en février 1830 sur des plans établis par le commandant du génie, le lieutenant-colonel Joseph-Victor Audoy.

Des fortifications sont relevées et des casernes sont construites, comme à Navarin et à Modon (la caserne de Navarin est toujours en service aujourd'hui et abrite le nouveau musée archéologique de Pylos),,. Des ponts sont construits, comme sur le Pamissos entre Navarin et Kalamata ; la route entre Navarin et Modon, la première de la Grèce indépendante, est également construite.
Des hôpitaux (à Navarin, à Modon et à Patras) et des commissions de santé sont établis pour la population grecque (comme lors de l’épidémie de peste dans les villages montagneux de Kalávryta et de Vrachní en décembre 1828, qui est contenue par le général Higonet).
Enfin, de nombreuses améliorations sont apportées par les Français aux villes du Péloponnèse (écoles, services de poste, imprimeries, ponts, places, fontaines, jardins, etc.),. Le commandant du génie de l’expédition de Morée, le lieutenant-colonel Joseph-Victor Audoy est notamment chargé par le gouverneur de la Grèce Ioánnis Kapodístrias d’établir les premiers plans d'urbanisme de l'histoire moderne du pays. Il fait ainsi construire à partir du printemps 1829 les villes nouvelles de Modon (l'actuelle Méthoni) et de Navarin (l'actuelle Pylos) à l’extérieur des murs des forteresses, sur le modèle des bastides françaises de la région du Tarn dont il est originaire et des villes des Îles Ioniennes (qui partagent des éléments communs, comme une place centrale d'allure géométrique bordée par des galeries en arcades ou couverts comme à Pylos). Il fait également édifier, entre décembre 1829 et février 1830, la célèbre école d'enseignement mutuel capodistrienne de Modon. Toutes ces villes se repeuplent alors rapidement et retrouvent leur activité d'avant-guerre. L'exemple de la modernisation rapide de Patras, dont les plans viennent tout juste d’être dessinés par les capitaines de l'expédition française Stamátis Voúlgaris et Auguste-Théodore Garnot, est longuement décrit dans ses Souvenirs par Jacques Mangeart, venu dans la ville avec le lieutenant-colonel philhellène Maxime Raybaud y installer une imprimerie et y fonder le journal franco-grec Le Courrier d'Orient en 1829.

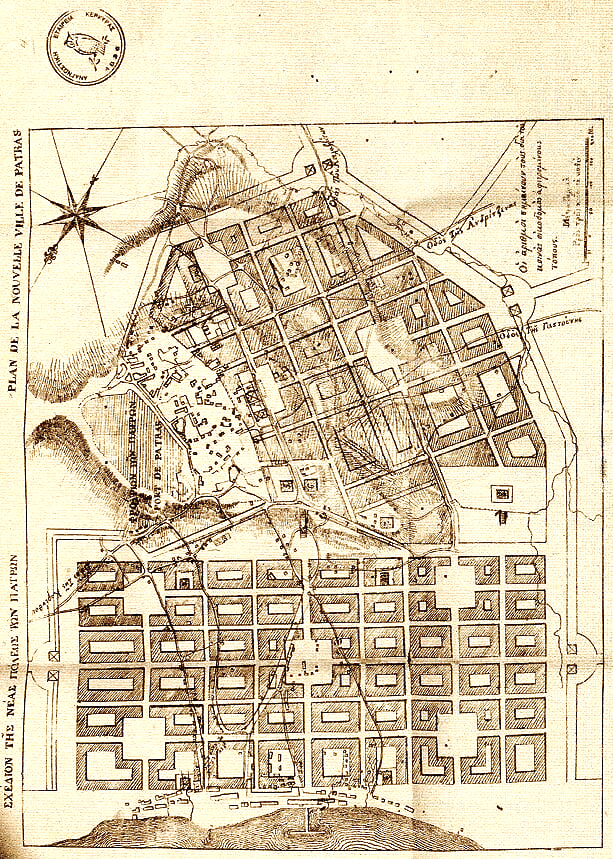
Le premier plan d'urbanisme de Patras, établi en 1829 par Stamátis Voúlgaris et Auguste-Théodore Garnot, capitaines de l'expédition de Morée

Le gouverneur de la Grèce Ioánnis Kapodístrias, lorsqu'il était venu à Paris en octobre 1827 juste avant son arrivée en Grèce, avait en effet fait une demande au gouvernement français (et en particulier à son ami et employé du ministère de la Guerre, le comte Nicolas de Loverdo) de conseillers et officiers de l'armée française dans le but d'organiser l'armée du nouvel État grec,. Ainsi, sur recommandation du ministère français de la Guerre, les capitaines de l'état-major Stamátis Voúlgaris (un Français d'origine grecque, ami d'enfance de Kapodístrias), du génie Auguste-Théodore Garnot, de l'artillerie Jean-Henri-Pierre-Augustin Pauzié-Banne et du service cartographique Pierre Peytier, sont envoyés en Grèce en 1828, quelques mois avant l'arrivée de l'expédition militaire de Morée à laquelle ils sont attachés, afin de former de jeunes ingénieurs militaires grecs. Les capitaines Voúlgaris et Garnot dessinent les plans de plusieurs villes grecques : Tripolitza, Corinthe (que Garnot continue seul), Nauplie (dont Voúlgaris remanie le plan urbain et celui de son quartier de réfugiés appelé Pronia) et Patras. Garnot est également chargé par Kapodístrias de fonder le premier corps de génie en 1828, appelé Corps d'officiers de Fortification et d'Architecture (Σώμα Αξιωματικών Οχυρωματοποιίας και Αρχιτεκτονικής), qui a pour mission la construction, la maintenance et l’amélioration des fortifications, des bâtiments militaires et civils, des ponts, des chaussées et d'autres constructions. Le capitaine d'artillerie Pauzié, lui, est chargé de fonder l'École d'artillerie (Σχoλή Πυρoβoλικoύ), puis l'École Centrale Militaire Grecque, dite « des Évelpides » (Κεντρική Στρατιωτική Σχολή Ευελπίδων) en 1828, sur le modèle français de l'École Polytechnique,. Enfin, la carte du nouvel État grec est levée par le capitaine et ingénieur-géographe Pierre Peytier en 1832. En parallèle, le sous-chef de l'état-major de l’expédition de Morée, le colonel Camille Alphonse Trézel est promu par Ioánnis Kapodístrias, général et commandant de l’armée régulière grecque en 1829. Composée à ce moment-là de 2 688 hommes, le général Trézel l'organise « à la française », tant pour son administration que pour sa juridiction, la formation et l'avancement des soldats, et jusqu'à ses uniformes qui sont les mêmes que ceux des Français. En novembre 1829, le général Trézel est remplacé par le général Gérard, qui reste à la tête de l'armée régulière jusqu'en 1831. Enfin, le gouverneur Kapodístrias charge également en 1829 le géologue de l’expédition Pierre Théodore Virlet d'Aoust d’étudier la possibilité de creuser un canal dans l’isthme de Corinthe. Ainsi, dès ses premières années d'indépendance, la Grèce établit une coopération militaire durable avec la France, qui est encore de nos jours[Quand ?] considérée comme son alliée stratégique traditionnelle,,.
Il faut ajouter à toutes ces réalisations du corps expéditionnaire français, l'ensemble des travaux entrepris par les savants de l’expédition scientifique de Morée entre les mois de mars et de décembre 1829,. Cependant, les derniers régiments français quittent définitivement la Grèce en août 1833, peu après l’arrivée sur le trône du roi Othon Ier de Grèce au mois de janvier 1833. Ils sont alors remplacés par le corps de l’armée royale composé de 3 500 soldats et officiers bavarois.

### Bilan humain de l'expédition

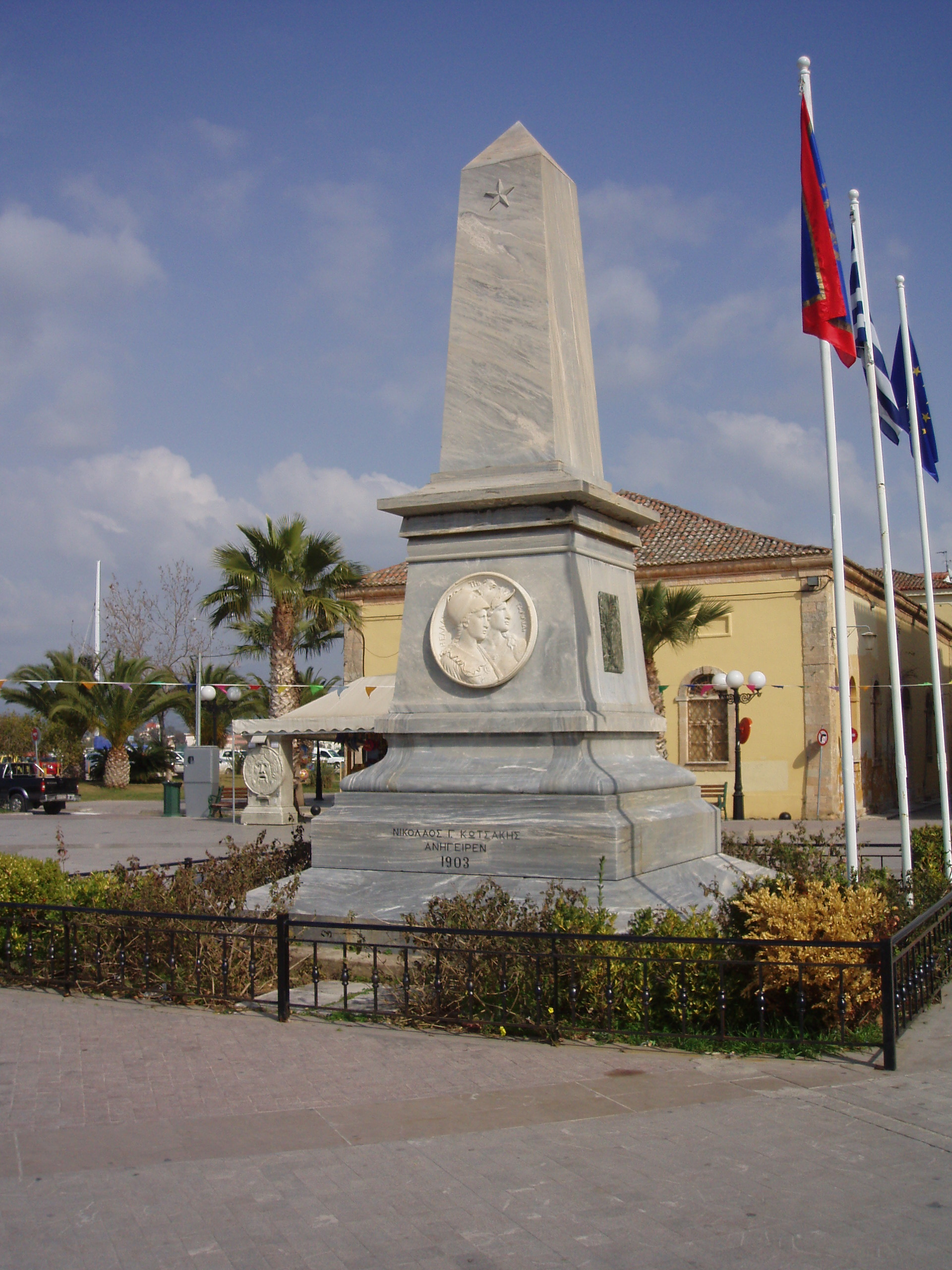
Monument « à la mémoire du maréchal Maison, du général Fabvier, de l'amiral de Rigny et des marins et soldats de France morts pour l’indépendance hellénique, la patrie et la liberté » (place Philellinon à Nauplie).

Malgré la brièveté des opérations militaires et le faible nombre de combats, le bilan humain de l’expédition française est extrêmement lourd : entre le 1er septembre 1828 et le 1er avril 1829, le médecin en chef du corps expéditionnaire, le docteur Gaspard Roux, consigne officiellement un nombre de 4 766 malades et de 1 000 morts (nombres confirmés par le docteur Charles-Joseph Bastide, chirurgien-major du 16e Régiment d'infanterie de ligne).
Ainsi, près du tiers des troupes françaises est affecté par des fièvres, par des diarrhées et par la dysenterie qui sont surtout contractées entre les mois d'octobre et de décembre 1828 dans les camps installés dans les plaines marécageuses de Pétalidi, de l'embouchure de la Djalova (dans la baie de Navarin), de Modon et de Patras,. Cette épidémie de fièvre palustre, caractérisée par une grande majorité de fièvres tierces (survenant tous les deux jours), périodiques, à taux élevé de rechute, fulgurantes et accompagnées d'ictère, de céphalées et de troubles neurologiques et digestifs,, correspond très certainement au paludisme (du latin palus, « marais ») qui est endémique à la région à cette époque (il n'est définitivement éradiqué en Grèce qu'en 1974). L'épidémie débute ainsi au cours de la saison chaude, le 20 septembre 1828, marque son apogée le 20 octobre (le 15 novembre à Patras), puis décroît au cours du mois de novembre, pour s'interrompre totalement en décembre 1828. Bien que le docteur Roux reconnaisse l'influence principale et délétère des marécages dans la propagation de la maladie, il faut cependant attendre 1880 pour que sa cause première, le parasite Plasmodium, soit découverte par le médecin français Alphonse Laveran (prix Nobel en 1907) et 1897 pour que le médecin anglais Ronald Ross (prix Nobel en 1902) prouve que les moustiques anophèles, que ni le docteur Roux et ni le docteur Bastide ne mentionnent jamais, sont les vecteurs de la malaria.

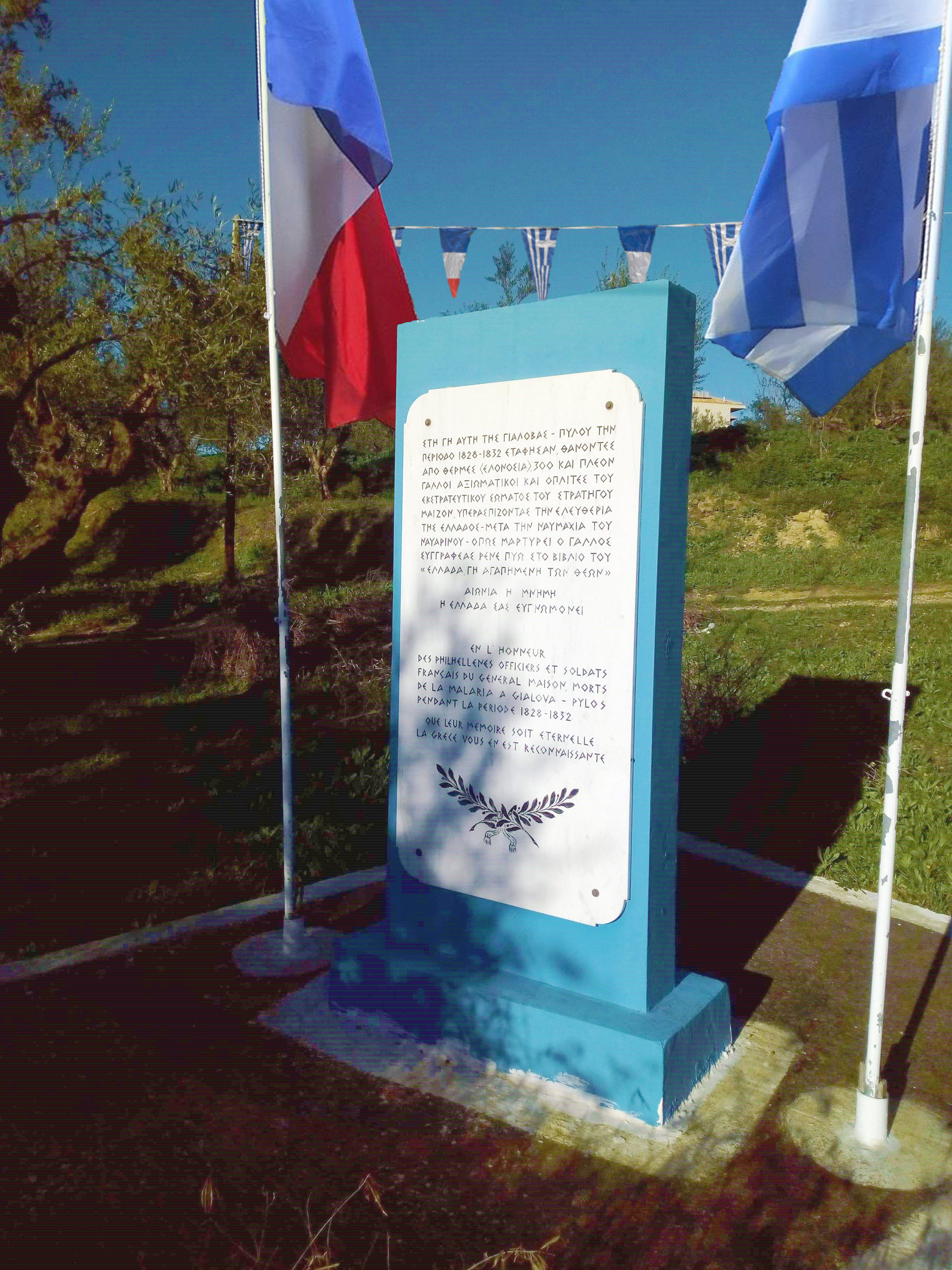
Monument à la mémoire des militaires français de l'expédition de Morée morts du paludisme à Gialova

Les médecins attribuent ainsi principalement la maladie à la proximité du foyer d'infection des lieux bas et marécageux et à la rudesse des transitions des températures entre le jour et la nuit, et de façon moindre à l’intensité des travaux nombreux et pénibles, ainsi qu'à une consommation excessive de viandes salées, de boissons spiritueuses, et de l'eau bourbeuse et saumâtre de la région,. Les conditions climatiques plus fraîches de l'hiver, l’établissement des hommes dans les casernes des forteresses, la prise immédiate de mesures strictes d’hygiène et de salubrité, l’arrivée de médicaments de France, ainsi que l’établissement de trois hôpitaux militaires à Navarin, à Modon et à Patras réduiront d'une manière significative cette hécatombe. Il est à noter également que l'emploi par le docteur Roux de fébrifuges antipyrétiques tels que la poudre de quinquina et la quinine, purifiée pour la première fois seulement 8 ans auparavant, en 1820, par Pierre Joseph Pelletier et Joseph Bienaimé Caventou, aboutit aux résultats thérapeutiques les plus probants.
Cependant, le nombre total de morts s'alourdira encore sensiblement jusqu'au départ de l'expédition en 1833, notamment à la suite de quelques suicides, duels, à quelques cas de narcotisme suivant l'abus de liqueurs alcooliques, à l'explosion due à la foudre d'un poudrière dans le fort de Navarin qui coûte la vie à cinquante soldats le 19 novembre 1829, ou à la suite de l'affaire d'Argos du 16 janvier 1833 qui entraîne la mort de trois soldats français. La mission scientifique sera également fortement affectée par les fièvres palustres au cours de l'été 1829. Le nombre total de morts de l'expédition de Morée est généralement estimé, selon la plupart des témoignages, autour de 1 500 morts,.
Par la suite, des monuments commémoratifs en hommage à ces soldats français tombés lors de l'expédition de Morée sont élevés par les États grec et français sur l’îlot de Sphactérie dans la rade de Navarin (monument érigé en mai 1890), et dans les villes de Gialova (d) (monument érigé en octobre 2007 sur le site même du camp de la Djalova), de Kalamata (dans l'église Saint-Nicolas de Flaríos) et de Nauplie (monument des Philhellènes érigé en 1903), où l'on peut encore les voir aujourd'hui.

## L’expédition scientifique

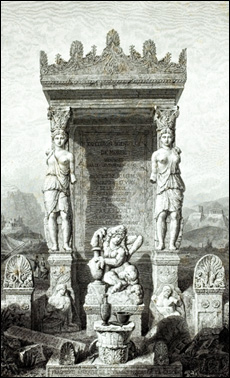
Frontispice de l’Expédition scientifique de Morée par Abel Blouet.

### Établissement de la mission scientifique
Faisant suite aux travaux de fouilles et d'explorations menées en Grèce avant la Révolution, à titre privé, mais avec l'appui officieux du gouvernement français, par le comte de Choiseul Gouffier, l’expédition de Morée est la deuxième des grandes expéditions militaro-scientifiques menées par la France dans la première moitié du XIXe siècle,.
La première, la référence, avait été celle d’Égypte à partir de 1798 (Commission des sciences et des arts). La dernière est celle menée à partir de 1839 en Algérie (Commission d'exploration scientifique d'Algérie).
Elles se firent à l’initiative du gouvernement français, en étant placées sous la tutelle d'un ministère particulier (Relations extérieures pour l’Égypte, Intérieur pour la Morée et Guerre pour l’Algérie).
Les grandes institutions scientifiques recrutent les savants (qu’ils soient civils ou militaires) et leur fixent leurs missions, mais le travail sur place se fait en relation étroite avec l’armée,,.
La Commission des sciences et des arts lors de l’expédition d’Égypte de Bonaparte et surtout les publications qui ont suivi, sont devenues une référence. La Grèce étant l’autre grande région « antique » considérée comme à l’origine de la civilisation occidentale (c’était un des arguments principaux des philhellènes), il est décidé, comme le mentionne Abel Blouet, de :

« profiter de la présence de nos soldats qui occupaient la Morée pour envoyer une commission savante. Elle ne devait pas égaler celle qu’on vit attachée à la gloire de Napoléon […] Elle devait cependant rendre d’éminents services aux lettres et aux sciences. »

Le ministre de l’Intérieur du roi Charles X, véritable chef du gouvernement à l'époque, le vicomte de Martignac, charge six illustres académiciens de l’Institut de France (Académie des Sciences: Georges Cuvier et Étienne Geoffroy Saint-Hilaire. Académie des Inscriptions et Belles-lettres: Charles-Benoît Hase et Desiré Raoul Rochette. Académie des Beaux-arts: Jean-Nicolas Hyot et Jean-Antoine Letronne) de nommer les chefs et membres de chaque section de la commission scientifique. Jean-Baptiste Bory de Saint-Vincent est ainsi nommé directeur de la commission le 9 décembre 1828. Ils fixent également les itinéraires et les objectifs, hautement scientifiques de la mission,. Comme l'écrira plus tard Bory, :
« MM. De Martignac et Siméon, m'avaient expressément recommandé de ne pas restreindre mes observations aux Mouches et aux Herbes, mais de les étendre aux lieux et sur les hommes. » L'expédition qui compte dix-neuf savants est divisée en trois sections (Sciences physiques, Archéologie, Architecture-Sculpture) placées sous les directions de Jean-Baptiste Bory de Saint-Vincent (section des Sciences physiques), de Léon-Jean-Joseph Dubois (section d’Archéologie) et de Guillaume-Abel Blouet (section d'Architecture et de Sculpture). Le peintre Amaury-Duval donne des portraits de ces trois directeurs dans ses Souvenirs (1829-1830) écrits en 1885.

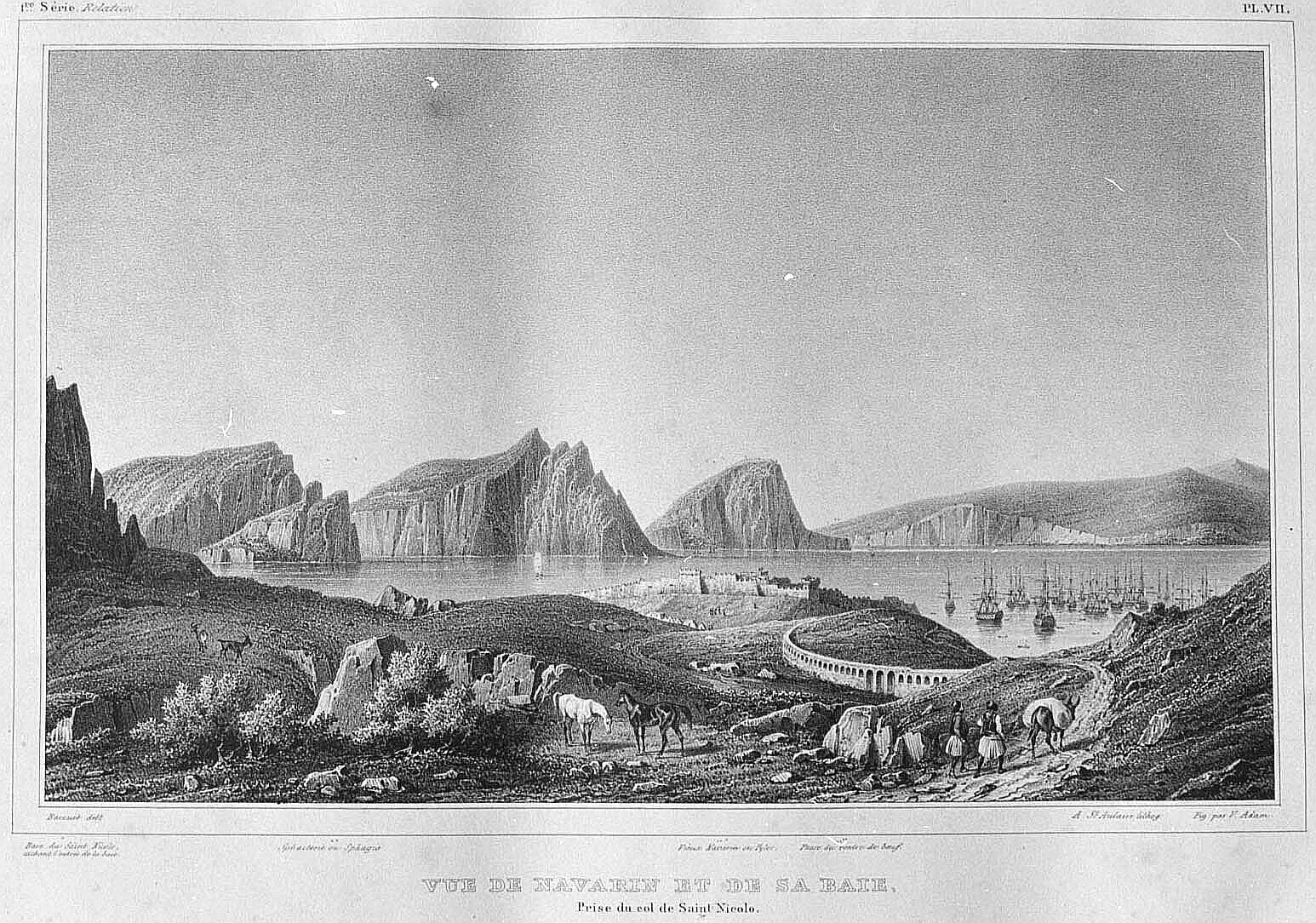
Vue de Navarin et de sa Baie peu après l’arrivée de la commission scientifique en Grèce (par Prosper Baccuet)

Les membres de l’expédition scientifique embarquent le 10 février 1829 au port militaire de Toulon à bord de la frégate la Cybèle (commandée par le capitaine de frégate M. de Robillard). Après 21 jours d'une traversée de la Méditerranée quelque peu mouvementée pour les membres de l’expédition, ils débarquent le 3 mars 1829 à Navarin,,,. Alors qu'en Égypte et en Algérie, le travail scientifique s’est fait sous la protection de l’armée, en Morée, pendant que l’exploration scientifique commence à peine, les premières troupes rembarquent déjà pour la France dès les premiers jours d’avril 1829,. L’armée se contente de fournir un soutien logistique : « des tentes, des piquets, des outils, des bidons, des marmites et des sacs, en un mot tout ce qui put se trouver à notre usage dans les magasins de l’armée ».
Peu après l’arrivée de la commission scientifique en Grèce et son installation dans son quartier général à Modon, le gouverneur de la Première République Hellénique Ioánnis Kapodístrias vient à sa rencontre, le 11 avril 1829. Il avait déjà eu l'occasion de rencontrer sur sa route, entre Argos et Tripolitza, Edgar Quinet qui s’était alors déjà séparé du reste de la commission et se rendait en Argolide.
L'historien et futur homme politique français présente à cette occasion des portraits du président et de ses aides de camp, les héros de indépendance grecque Kolokotrónis et Nikitarás, qui, tous, lui laissent une forte impression. Le président rencontre également Abel Blouet un peu plus loin, aux environs de Coron. Un grand dîner est organisé à Modon, qui réunit, pour une dernière fois avant le retour en France du corps expéditionnaire, le président Kapodístrias, le maréchal Maison, les officiers et principaux chefs grecs et français (Kolokotrónis, Nikitarás, Makriyánnis, Kallérgis, Fabvier, etc.) et les membres de la commission scientifique. Bory de Saint-Vincent présente au président les membres de sa section, puis tous deux ont l'occasion d’échanger longuement sur les questions de diplomatie internationale. Ils se reverront plus tard à Argos, à Nauplie et à Égine.
Le peintre Amaury-Duval, très impressionné lui aussi, relève également l'attachement particulier du Président grec pour son projet de développement des écoles d'enseignement mutuel dans le pays. De manière générale, les textes relatant les nombreuses rencontres entre les membres de la commission scientifique et le président grec témoignent invariablement d'une forte estime et d'un profond respect mutuels,,,.

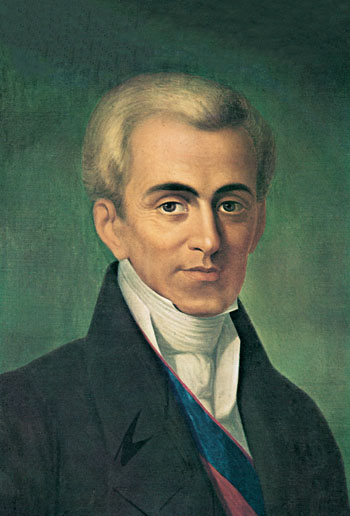
Le Président grec Ioánnis Kapodístrias (Musée national d'Athènes)
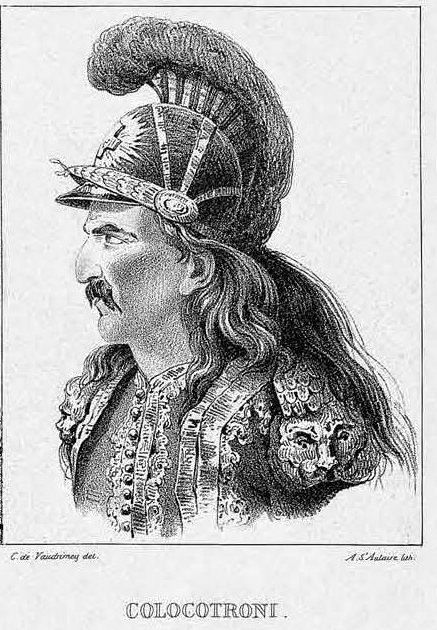
Theódoros Kolokotrónis (par le capitaine de Vaudrimey de l'expédition de Morée)
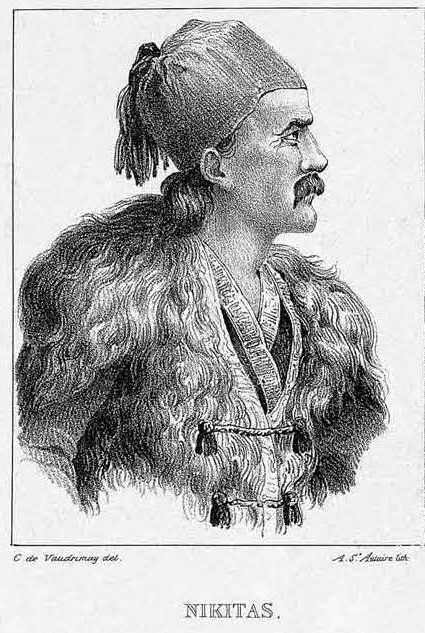
Nikítas (Nikitarás) Stamatelópoulos (par le capitaine de Vaudrimey de l'expédition de Morée)
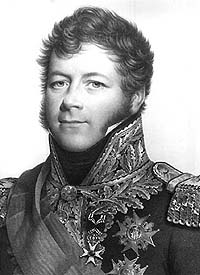
Nicolas-Joseph Maison, maréchal de France, commandant de l'expédition militaire de Morée (par Aloys Senefelder)
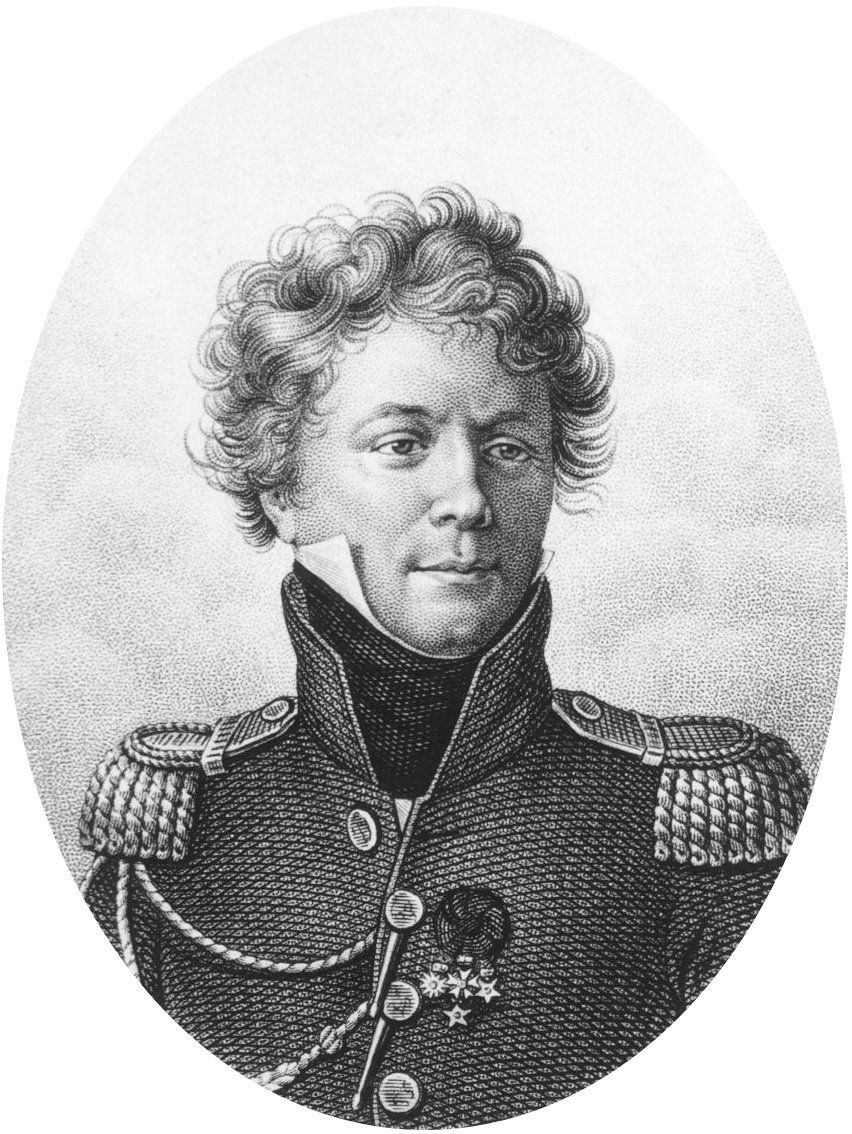
Jean-Baptiste Bory de Saint-Vincent, directeur de l'expédition scientifique de Morée (par Ambroise Tardieu)

### La section des sciences physiques
Cette section, supervisée à l'Académie des Sciences par Georges Cuvier et Étienne Geoffroy Saint-Hilaire regroupe de nombreuses sciences : d'une part la botanique (Jean-Baptiste Bory de Saint-Vincent, Louis Despreaux Saint-Sauveur, accompagnés par le peintre Prosper Baccuet) et la zoologie (Gaspard-Auguste Brullé, Gabriel Bibron, Sextius Delaunay et Antoine Vincent Pector) ; d'autre part la géographie (Pierre Peytier, Pierre Lapie et Aristide-Camille Servier) et la géologie (Pierre Théodore Virlet d’Aoust, Émile Puillon Boblaye et Gérard Paul Deshayes).

#### Géographie, cartographie et géologie

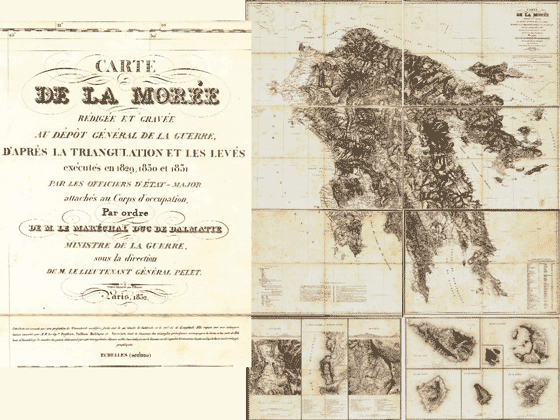
La «Carte de la Morée de 1832» (par le capitaine Pierre Peytier), la première carte du territoire grec jamais construite scientifiquement et géodésiquement.

Un des premiers objectifs fixé par le gouvernement français avait été de cartographier le Péloponnèse, dans un but scientifique, mais aussi pour des raisons économiques et militaires. Le ministre de la Guerre, le vicomte de Caux, avait écrit au général Maison le 6 janvier 1829 : « Toutes les cartes de la Grèce sont fort imparfaites et ont été dressées sur des itinéraires plus ou moins infidèles, il est donc essentiel de les rectifier. Non seulement la géographie s’enrichira de ces recherches, mais on favorisera par là les intérêts commerciaux de la France en rendant ses relations plus faciles, et l’on sera surtout utile à nos forces de terre et de mer, qui pourraient être dans le cas d’agir dans cette partie de l’Europe. » Les seules cartes disponibles alors sont celles de Jean-Denis Barbié du Bocage (1808, au 1/500.000°) relativement imparfaite, et celle de Pierre Lapie (1826, au 1/400.000°), plus exacte dans les tracés de détail et dont se serviront les membres de l’expédition,.
Le capitaine Pierre Peytier, du service topographique de l'armée française, avait déjà été invité en Grèce par son président Ioánnis Kapodístrias lorsque celui-ci était venu à Paris en octobre 1827 pour demander au gouvernement français des conseillers et officiers de l'armée française dans le but d'organiser l'armée du nouvel État grec. Kapodístrias avait spécifiquement demandé à Peytier de dresser la carte de la Grèce. Puis lorsque l'expédition scientifique de Morée débarque à Navarin dans le Péloponnèse le 3 mars 1829, Peytier lui est alors attaché.

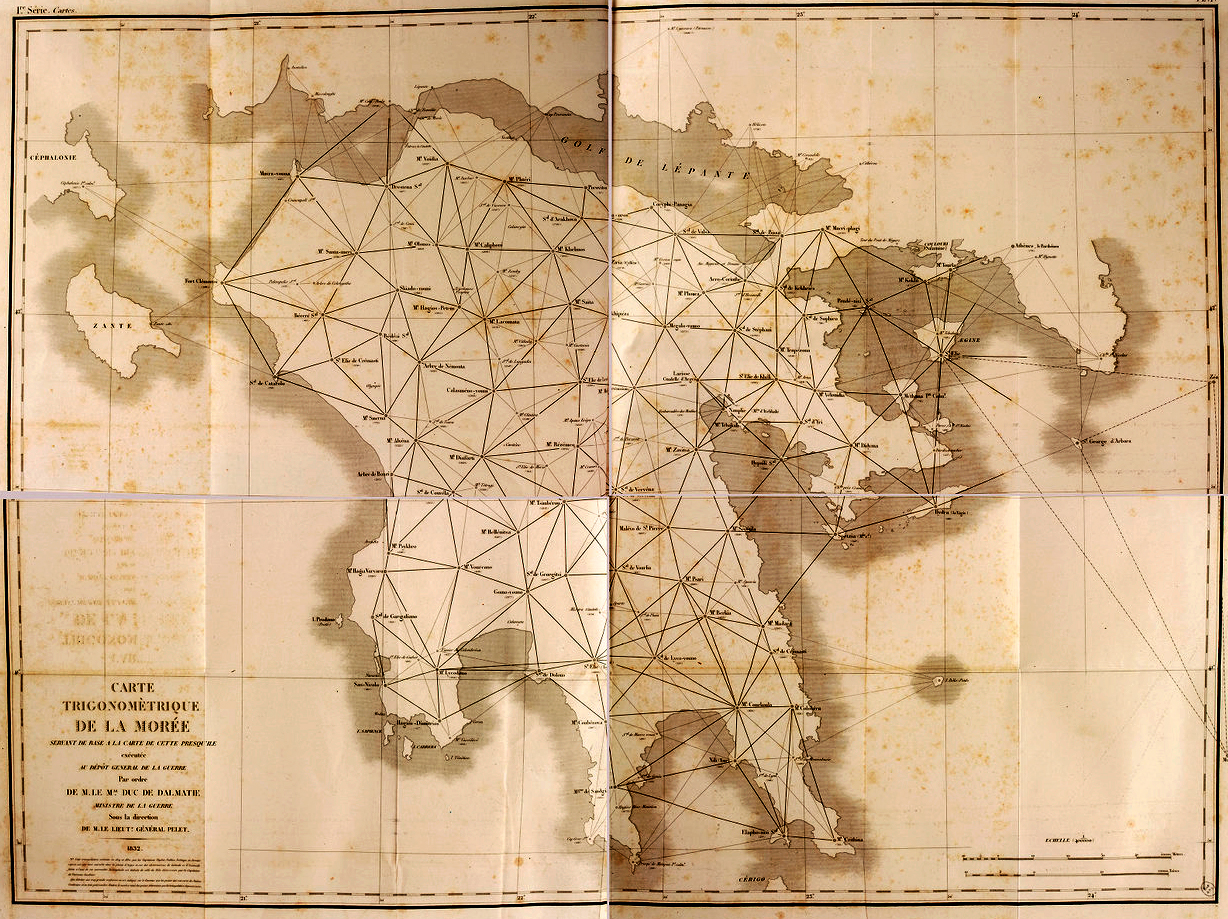
Trigonométrie de la Morée (par MM. Peytier, Puillon Boblaye et Servier)

Dès le mois de mars, une base de 3 500 mètres est tracée en Argolide, d’un angle des ruines de Tirynthe à un angle de maison en ruines dans le village d’Aria. Elle doit servir de point de départ à toutes les opérations de triangulations pour les relevés topographiques et géodésiques dans le Péloponnèse. Peytier et le géologue Puillon-Boblaye procèdent à de nombreuses vérifications de la base et des règles employées. La marge d’erreur est ainsi réduite à 1 mètre pour 15 km. La longitude et la latitude du point de la base à Tirynthe sont relevées et vérifiées, afin de réduire à nouveau au maximum la marge d’erreur, estimée à 0,2 seconde. 134 stations géodésiques sont installées sur les montagnes de la péninsule, mais aussi sur Égine, Hydra ou à Nauplie. Ainsi, des triangles équilatéraux dont chaque côté fait approximativement 20 km sont dessinés. Les angles sont mesurés avec des théodolites de Gambey. Cependant, après le départ de Grèce de la mission scientifique, et bien que tombé malade de la fièvre cinq fois, Peytier y reste seul jusqu'au 31 juillet 1831 pour compléter le travail trigonométrique, topographique et statistique entrepris pour l'établissement de la carte de la Morée.
Cette «Carte de 1832», très précise, au 1/200.000°, en 6 feuillets (plus deux feuillets représentant quelques îles des Cyclades), est la première carte du territoire grec jamais construite scientifiquement et géodésiquement,.

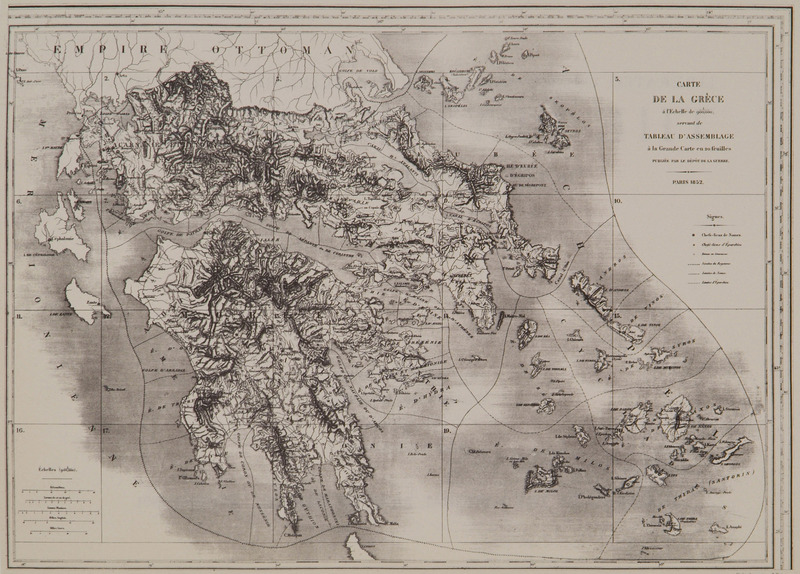
La «Carte du royaume de Grèce de 1852» (par le capitaine Pierre Peytier)

Après l'assassinat de Kapodístrias en octobre 1831, l'activité de Peytier est presque totalement entravée par la guerre civile qui déchire le pays.
Le roi Othon Ier de Grèce, arrivé en janvier 1833, demande à la France que la brigade topographique soit chargée du levé de la carte de l'ensemble du royaume. Peytier revient ainsi en Grèce le 28 mars 1833 et y reste jusqu'au mois de mars 1836 pour diriger la plus grande partie des travaux en vue de l'élaboration de cette carte complète. Des ingénieurs topographes resteront jusqu'en 1849 sous la direction du capitaine Soitoux pour des reconnaissances complémentaires. La « Carte de 1852 », au 1/200.000° également, est définitivement publiée sous la direction de Peytier en 1852,. Jusqu'à la parution après 1945 de la carte actuelle au 1/50.000° du Service Géographique de l'Armée Hellénique, cette carte de 1852 reste la seule à couvrir l'ensemble du territoire de la Grèce. À propos de cette carte, le géographe spécialiste de la Grèce, Michel Sivignon indique que : « pour la première fois, on dispose d'un rendu exact de la topographie, du tracé des cours d'eau, de la hauteur des montagnes, mais aussi de la distribution des lieux habités, du chiffre de leur population. Au-delà de cet aspect technique, il s'agit de la fabrication du territoire politique de la Grèce indépendante, de sa représentation officielle, de la prise de possession par les autorités d'un territoire, dont les bornes sont fixées ».

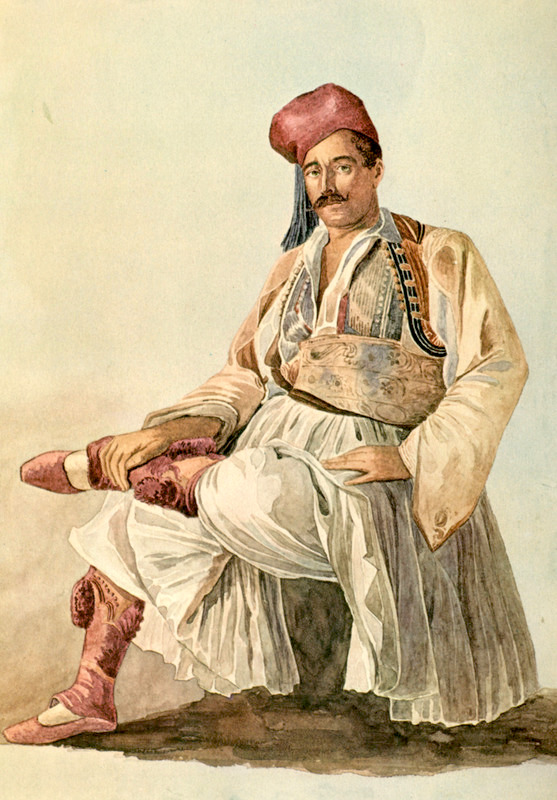
Chef grec (par Pierre Peytier)

Peytier laisse également un Album qu'il composa lui-même de ses dessins au crayon, sépias et aquarelles représentant des vues de villes, des monuments, des costumes et des habitants de la Grèce d'alors, au style artistique qui évite une idéalisation au profit d'une fidélité et d'une précision scientifiques révélant le topographe qu'il est.
Le gouverneur de la Grèce Ioánnis Kapodístrias charge également en 1829 le géologue de l’expédition Pierre Théodore Virlet d'Aoust d’étudier la possibilité de creuser un canal dans l’isthme de Corinthe, afin d’éviter aux navires le long (700 kilomètres) et dangereux contournement méridional du Péloponnèse par les caps Malée et Matapan (Ténare). Virlet d’Aoust lui remet un devis de l'entreprise qui s’élève, sans tenir compte des intérêts, à environ 40 millions de francs-or de l’époque. Cette dépense, trop considérable pour le gouvernement hellénique seul, le conduit alors à renoncer à entreprendre les travaux. À défaut d’exécution du projet, Virlet offre au gouvernement grec son tracé, qui suit celui établi par les Romains entre Loutraki et Kalamaki, et qui est indiqué sur la Carte géologique au 1/200.000° de l’expédition scientifique. Il faudra attendre 1893 pour que le canal de Corinthe soit finalement ouvert.

#### Botanique et zoologie

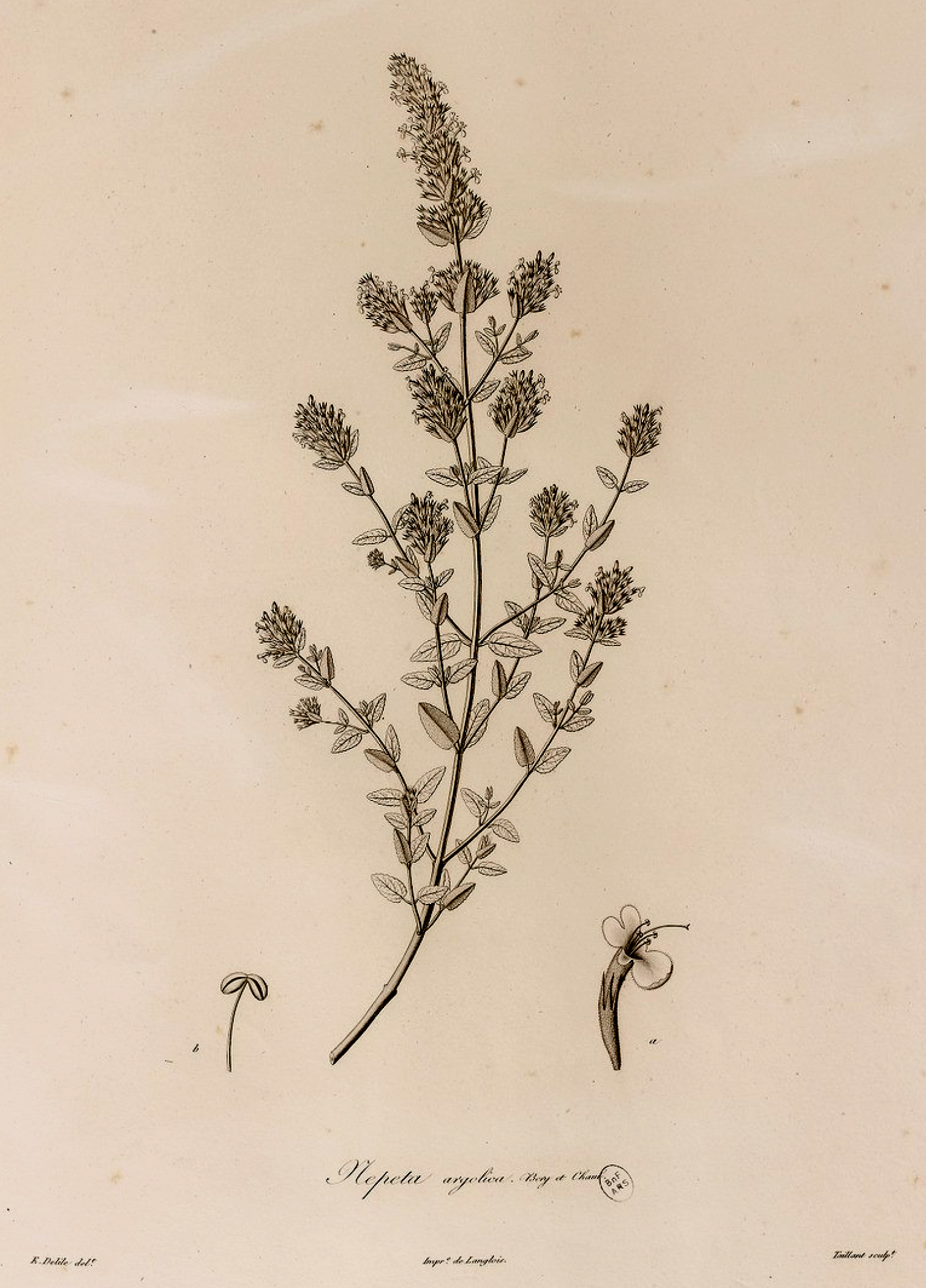
Exemple de planche du Tome consacré à la botanique dans lExpédition de Morée par Bory de Saint-Vincent (Nepeta argolica Bory & Chaub.)

Jean-Baptiste Bory de Saint-Vincent dirige non seulement l’expédition scientifique, mais se charge aussi plus particulièrement des études de botanique,. Il recueille de très nombreux spécimens : la Flore de Morée de 1832 regroupe 1 550 plantes dont 33 orchidées et 91 graminées (seules 42 espèces n'ont pas encore été décrites) ; la Nouvelle Flore du Péloponnèse et des Cyclades de 1838 décrit 1 821 espèces. En Morée, Bory de Saint-Vincent se contente seulement de collecter les plantes ; il ne procède à leur classement, identification et description que de retour en France. Il est alors secondé au Muséum d'histoire naturelle par les botanistes les plus importants de son époque, Louis Athanase Chaubard, Jean-Baptiste Fauché et Adolphe Brongniart.
De même, les célèbres naturalistes du Muséum, Étienne et son fils Isidore Geoffroy Saint-Hilaire participent à la rédaction des ouvrages scientifiques de l’expédition, sous la supervision de Georges Cuvier à l'Institut. Les plantes, mais aussi les oiseaux ou les poissons sont envoyés au fur et à mesure de leur récolte vers la France.

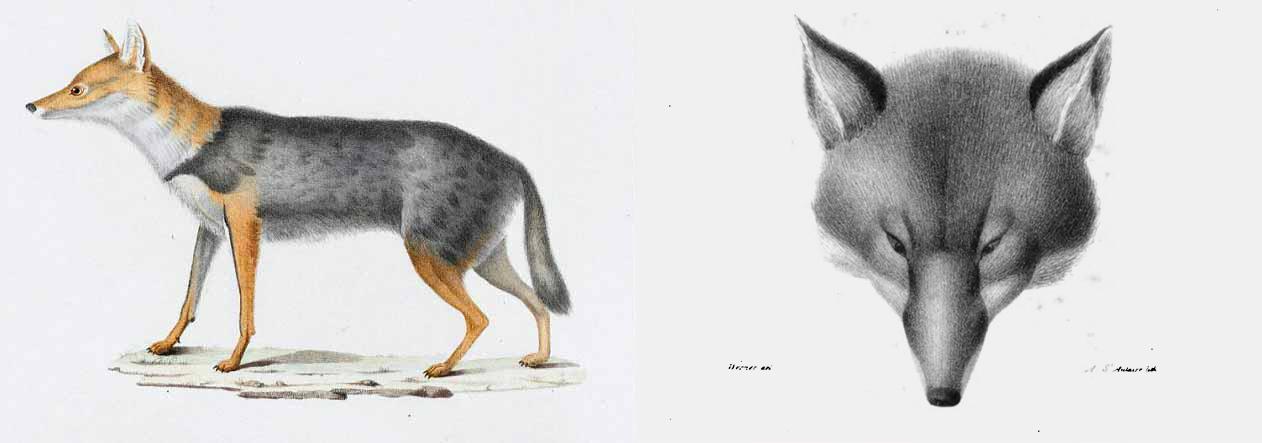
Le chacal de Morée ('), répertorié pour la 1re fois par l'Expédition de Morée (Gravures de Jean-Gabriel Prêtre, publiées par Bory de Saint-Vincent).

En matière zoologique, relativement peu de nouvelles espèces sont décrites. Cependant, l’expédition de Morée identifie pour la première fois l’espèce de chacal commun (ou Chacal doré, Canis aureus) qui peuple la région. Bien que des récits de voyage antérieurs aient mentionné sa présence, on ne les avait pas considérés alors comme dignes de foi. La sous-espèce décrite par l'expédition de Morée est, de plus, endémique à la région : Bory de Saint-Vincent lui donne ainsi le nom de la Morée (Canis aureus moreoticus (en)) et rapporte au Muséum d'histoire naturelle de Paris des peaux et un crâne.
Bory est accompagné au cours de ses explorations du Péloponnèse par les zoologistes Gabriel Bibron, Sextius Delaunay et Antoine Vincent Pector, par l'entomologiste Gaspard Auguste Brullé, par le conchyliologue, malacologue et géologue Gérard Paul Deshayes, par le botaniste spécialiste des cryptogames et en particulier des lichens, champignons et algues Louis Despréaux Saint-Sauveur et par les géologues Pierre Théodore Virlet d’Aoust et Émile Puillon Boblaye. Le peintre et dessinateur-paysagiste Prosper Baccuet, qui les accompagne également laissera de célèbres illustrations des paysages visités dans la Relation de l'Expédition scientifique de Morée (1836) et dans l'Atlas (1835) de Bory.

### La section d'archéologie
Cette section, supervisée à l'Académie des Inscriptions et Belles-lettres par Charles-Benoît Hase et Desiré Raoul Rochette est composée par les archéologues Léon-Jean-Joseph Dubois (directeur) et Charles Lenormant (directeur-adjoint), l'historien Edgar Quinet et les peintres Eugène-Emmanuel Amaury-Duval et Pierre Félix Trézel. L’écrivain et linguiste grec Michel Schinas les accompagne.
Elle avait pour mission de repérer quatre-vingts sites antiques (en Achaïe, Arcadie, Élide et Messénie) à l'aide de la littérature antique. Leur itinéraire devait suivre celui de l'historien de l'antiquité Pausanias le périégète. Les sites devaient être précisément situés par une triangulation précise. Ensuite, avec l'aide de la section d'architecture, ils devaient en lever les plans (généraux et par édifice), dessiner et mouler les bâtiments et décors, entreprendre des fouilles pour dégager bâtiments et antiquités. Des monastères byzantins avaient été ajoutés à l'itinéraire : ils devaient tenter d'y acheter des manuscrits.

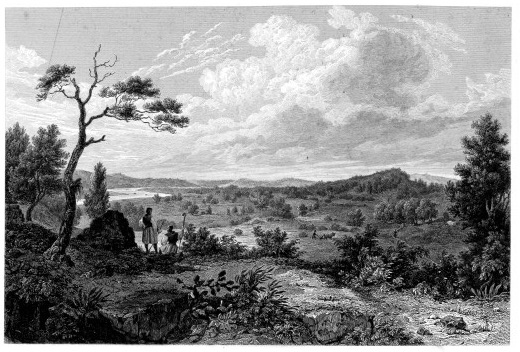
Olympie en 1829, par l'Expédition de Morée.

Cependant, cette section ne réussit pas à réaliser l'énorme programme qui lui avait été fixé. Elle souffre de nombreuses maladies et fièvres et ses membres ne s'entendent pas. Charles Lenormant, par exemple, lorsqu'il apprend qu'il se trouve sous les ordres de Dubois, ou du moins qu'il va aller de pair avec lui, ne croit pas devoir accepter cette position auprès de son subordonné du Louvre (il venait en effet tout juste de rentrer de la mission archéologique d'Égypte organisée par Jean-François Champollion en 1828). Il fait donc le voyage en amateur et seul. Edgar Quinet, lui, qui se soucie peu d'avoir un chef et de collaborer à un ouvrage - il a déjà l'intention d'en publier un tout seul - signifie à Dubois qu'on n'a pas à compter sur lui, et qu'il va partir seul de son côté. Quinet visite Le Pirée le 21 avril 1829, d’où il gagne Athènes. Il parcourt ensuite en mai les Cyclades à partir de Syros. Mais atteint lui aussi par la maladie, il rentre en France dès le 5 juin. Sa De la Grèce moderne, et de ses rapports avec l'antiquité paraît en septembre 1831,.
Le sculpteur et helléniste lyonnais Jean-Baptiste Vietty (de la section d'architecture et sculpture), supportant mal son rôle « subalterne » dans l’expédition, se désolidarise également de ses compagnons dès son arrivée en Grèce et parcourt le Péloponnèse en solitaire. Il poursuit ses recherches en Grèce dans des conditions matérielles extrêmement difficiles jusqu'en août 1831, bien après le retour en France de la mission scientifique à la fin de l'année 1829. Amaury-Duval donnera de Quinet et de Vietty des portraits pittoresques dans ses Souvenirs (1829-1830).
Ainsi, les membres de cette section partent chacun dans des directions différentes, Dubois ne réussissant pas à imposer son autorité et à les en empêcher, ce qui provoque les commentaires plutôt sarcastiques de la part du commissaire de l’Académie patronnant la section "concurrente" des sciences physiques, Georges Cuvier. Leurs résultats ne seront jamais publiés. Le principal travail archéologique est alors réalisé par la section d'Architecture et de Sculpture, à laquelle se joignirent les membres restants de la section d'Archéologie,.

### La section d'architecture et sculpture
Elle avait été formée à l'Académie des Beaux-arts par Jean-Nicolas Hyot et Jean-Antoine Letronne, qui avaient désigné pour la diriger l’architecte Guillaume-Abel Blouet,. Elle lui avait adjoint l'archéologue Amable Ravoisié et les peintres Frédéric de Gournay et Pierre Achille Poirot. L'archéologue Léon-Jean-Joseph Dubois et les peintres Pierre Félix Trézel et Amaury-Duval les rejoignent après la dispersion de la section d’archéologie.

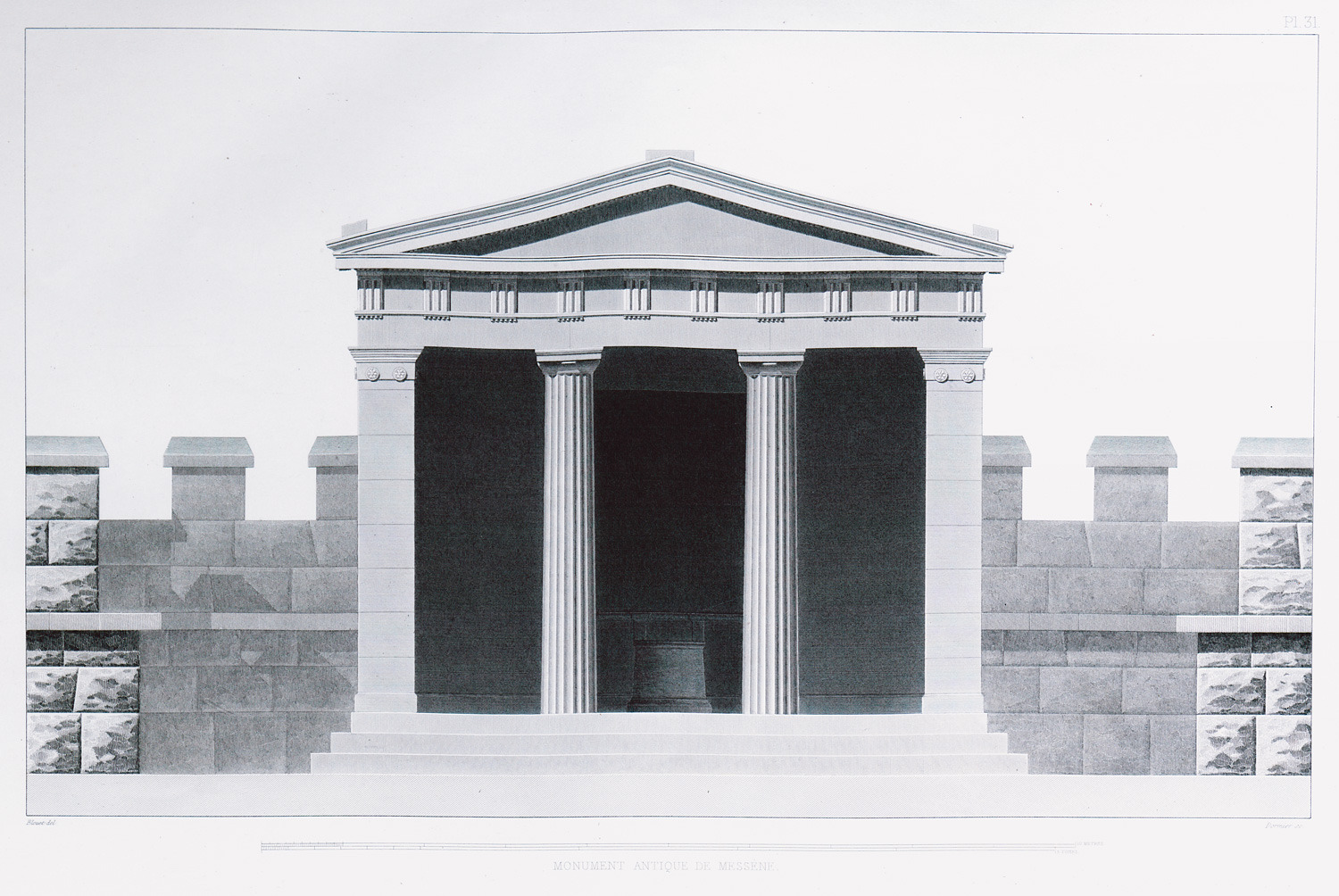
Hérôon du stade de l'ancienne Messène (reconstruction par Guillaume-Abel Blouet).

L’architecte Jean-Nicolas Huyot avait donné des instructions très précises à cette section. Fort de son expérience en Italie, en Grèce, en Égypte et au Moyen-Orient, et sous l’influence des ingénieurs, il avait demandé de tenir un véritable journal de fouille où devaient se trouver des précisions relevées grâce à la montre et la boussole, d’élaborer une carte de l’espace parcouru, et de décrire la configuration du terrain.

#### Itinéraires
La publication des travaux archéologiques et artistiques suit le même plan que la publication des travaux des sciences physiques et naturelles : celui d’un itinéraire avec des descriptions des routes empruntées, des monuments remarquables le long de ces routes et une descriptions des sites destinations. Ainsi, le tome 1 de l’ Expedition scientifique de Morée, Architecture, Sculptures, Inscriptions et Vues du Péloponèse, des Cyclades et de l'Attique décrit Navarin (pages 1–7) avec six pages de planches (fontaines, églises, forteresse de Navarin et ville de Nestor) ; puis aux pages 9–10, l’itinéraire Navarin-Modon est détaillé avec quatre pages de planches (église en ruines et ses fresques, mais aussi paysages bucoliques rappelant qu’on n’est pas si loin que cela de l’Arcadie légendaire) et enfin trois pages sur Modon avec quatre pages de planches.

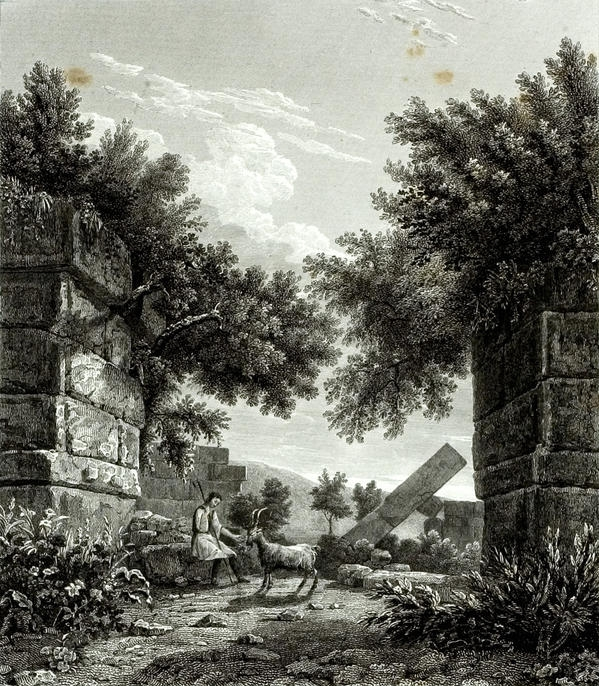
La Porte d'Arcadie de l'ancienne Messène dans le style « berger d’Arcadie » et influencé par Hubert Robert.

Les paysages bucoliques sont assez proches de la « norme » que proposait Hubert Robert pour une représentation de la Grèce ou de celle retenue pour l'iconographie du Voyage pittoresque de la Grèce, publié dans les années précédentes par Choiseul Gouffier.
La présence des soldats du corps expéditionnaire est importante, et alterne avec celle des bergers grecs : « dont l’hospitalité généreuse et les mœurs simples et innocentes nous rappelaient les beaux temps de la vie pastorale auxquels la fiction a donné le nom d’âge d'or, et qui semblaient nous offrir les personnages réels des églogues de Théocrite et de Virgile ».
L’expédition archéologique parcourt Navarin (Pýlos), Modon, Coron, Messène et Olympie (publiés dans le premier tome de la publication) ; le temple d’Apollon à Bassae, Mégalopolis, Sparte, Mantinée, Argos, Mycènes, Tirynthe et Nauplie (objets du deuxième tome) ; les Cyclades (Syros, Kéa, Mykonos, Délos, Naxos et Milo), le cap Sounion, Égine, Épidaure, Trézène, Némée, Corinthe, Sicyone, Patras, Élis, Kalamata, le Magne, le cap Ténare, Monemvasia, Athènes, Salamine et Éleusis (traités dans le troisième tome).

#### Modalités d’exploration et l'identification de l'Ancienne Pylos
L’exploration artistique et archéologique du Péloponnèse se déroule comme on pratiquait alors les recherches archéologiques en Grèce. La première étape est toujours une tentative de vérification sur place (une forme d’autopsie comme le faisait Hérodote) des textes des auteurs antiques : Homère, Pausanias le Périégète ou Strabon.
Ainsi, au cap Coryphasium près de Navarin (Paléokastro, Vieux-Navarin ou Zonchio), l’emplacement de la ville du roi homérique Nestor, la célèbre Pýlos, est déterminé pour la première fois, à partir des adjectifs « inaccessible » et « sablonneuse » (ἠμαθόεις) employés dans l'Iliade et l'Odyssée (le palais de Nestor quant à lui, situé un plus haut dans les terres, ne sera découvert par l'archéologue américain Carl Blegen qu'en 1939). Blouet ajoute : « Ces constructions helléniques, dont aucun voyageur moderne n'avait encore fait mention, et que j'avais remarquées dans une course précédente, furent pour nous une découverte importante et un motif très-plausible de nous convaincre que nous voyions la Pylos de Messénie ». De même un peu plus loin, pour la ville de Modon, la Pédase d'Homère : « les restes antiques du port, dont la description s’accorde parfaitement avec celle de Pausanias, suffisent pour déterminer de manière certaine l’emplacement de la ville antique ».

#### Les premières fouilles archéologiques de l'Ancienne Messène
Après avoir exploré Navarin, Modon et Coron, les membres de la section se rendent à la cité antique de Messène (fondée en 369 av. J.-C. par le général thébain Épaminondas après sa victoire sur Sparte à Leuctres), située sur les pentes des Monts Ithômé et Évan. Ils y passent un mois entier à partir du 10 avril 1829, où ils sont accueillis très chaleureusement par les habitants du village de Mavrommati. Ils sont les premiers archéologues à effectuer des fouilles scientifiques sur ce site de la Grèce classique.
Ils y trouvent le célèbre mur d'enceinte fortifié et crénelé d'Épaminondas dans un état de conservation parfaite. Le mur est enchâssé de portes monumentales, dont l'une (comportant un linteau ou architrave d'une dimension extraordinaire de près de 6 mètres de longueur) est qualifiée par Blouet comme « la plus belle peut-être de toute la Grèce ». Cette enceinte leur permet dans un premier temps de délimiter le site et de « donner un plan général de Messène avec les détails topographiques les plus minutieux et les plus précis ». Puis ils procèdent à la campagne de fouilles du site archéologique proprement dite. Ils y exhument pour la première fois de nombreux fragments renversés de gradins du stade, de tambours et chapiteaux de colonnes, de portiques, d'autels, de bas-reliefs, de sculptures et d'inscriptions (relevées par Charles Lenormant, encore présent à cette époque). Ces fouilles, réalisées par tranchées, leur permettent d’établir des plans précis des fondations des monuments et de proposer ainsi des modèles restaurés du stade de Messène et de son hérôon, ainsi que du petit théâtre ou ekklesiasterion. Il ne retrouvent cependant pas de nombreux monuments, dont le grand théâtre ou la fontaine d'Arsinoë. Seule la fontaine de la Clepsydre (où selon Pausanias, Zeus enfant aurait été lavé par les nymphes Ithômé et Néda), située plus haut dans le village de Mavrommati, est décrite et dessinée.

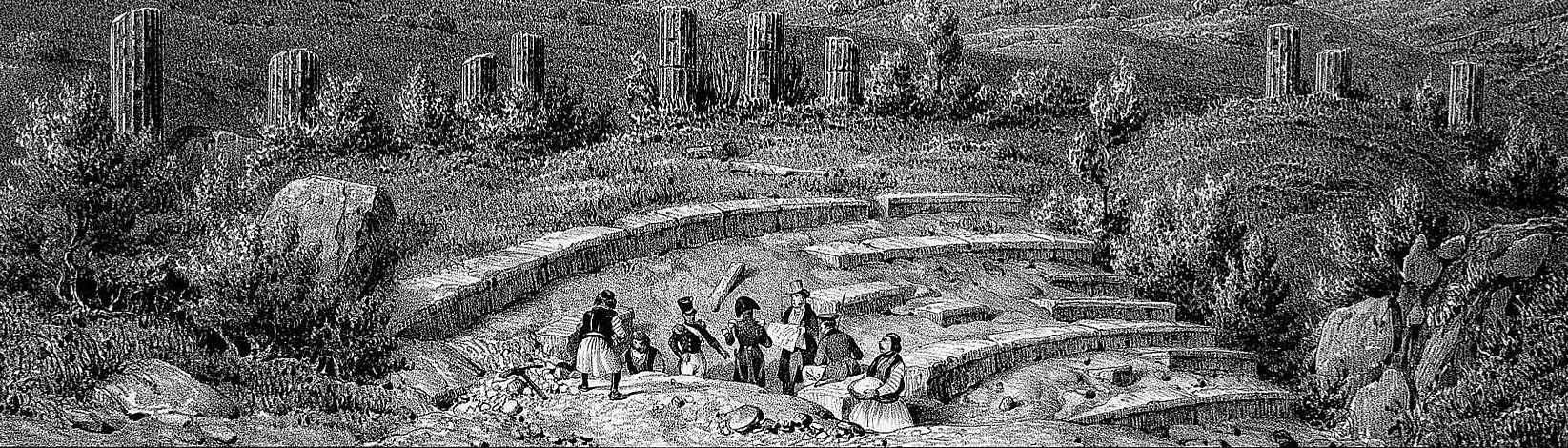
Les membres de la commission scientifique de l’Expédition de Morée étudiant les ruines du stade de l'antique Messène (par Prosper Baccuet).

#### Les premières fouilles archéologiques d'Olympie et la découverte du temple de Zeus Olympien
L’expédition passe ensuite six semaines à partir du 10 mai 1829 à Olympie,,,. Léon-Jean-Joseph Dubois (de la section d’Archéologie) et Abel Blouet (de la section d'Architecture et de Sculpture) y entreprennent les premières fouilles. Ils y sont accompagnés des peintres Frédéric de Gournay, Pierre Achille Poirot, Pierre Félix Trézel et Amaury-Duval, ainsi que d'une troupe de plus d'une centaine d'ouvriers.
Le site d'Olympie avait été redécouvert par l'antiquaire anglais Richard Chandler en 1766. Depuis, il avait été visité par de nombreux voyageurs-antiquaires comme Fauvel, pour Choiseul Gouffier en 1787, Pouqueville en 1799, Leake en 1805, Gell en 1806, et Cokerell en 1811. Son repérage général par les archéologues de l’expédition de Morée est permis grâce aux descriptions plus précises d'Edward Dodwell en 1806 (pour Dubois) et à la carte établie par John Spencer Stanhope en 1813 (pour Blouet). La plupart des bâtiments sont en effet invisible à l’œil, car comme le note Abel Blouet, ils doivent être recouverts d'une épaisse couche de sédiments due aux nombreux débordements de l'Alphée et du Cladée.

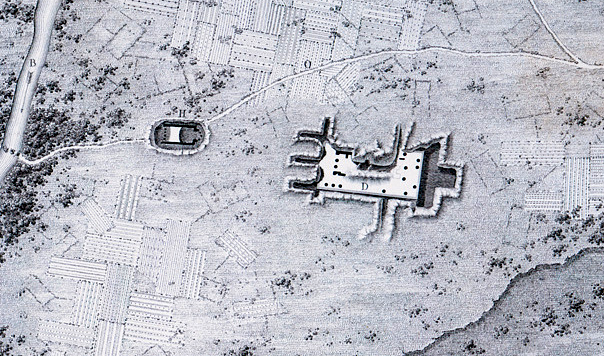
Plan des premières fouilles archéologiques d'Olympie et du temple de Zeus Olympien découvert par l'expédition de Morée en mai 1829 (par Abel Blouet et Pierre Achille Poirot).

Seul un fragment de colonne dorique d'une grande dimension est visible. Il avait déjà été repéré par les voyageurs précédents, car les habitants des villages voisins y avaient creusé des tranchées pour en retirer la pierre, mais aucun ne l'avait attribué avec certitude au temple de Zeus. Abel Blouet précise : « Il ne pouvait donc y avoir de mérite à y découvrir un monument. Mais ce qui pouvait être une découverte, c'était d'y trouver des preuves que ce monument était le fameux temple de Jupiter Olympien ; et c'est ce que nos fouilles nous ont mis à même de démontrer. Lorsque nous arrivâmes à Olympie, M. Dubois, directeur de la section d'archéologie de notre expédition, y était déjà depuis quelques jours avec MM. Trézel et Amaury Duval, ses collaborateurs. D'après les instructions qui lui avaient été données par la commission de l'Institut, cet antiquaire avait fait commencer des fouilles dont le résultat avait été la découverte des premières assises des deux colonnes du pronaos et quelques petits fragments de sculpture ». Les conseils archéologiques de Jean-Nicolas Huyot sont donc suivis. Dubois met ses ouvriers à la face antérieure du temple et Blouet les siens à la face postérieure afin de donner à ces fouilles toute l'extension possible. Le peintre Amaury-Duval offre également dans ses Souvenirs (1829-1830) un témoignage personnel, direct et précis, des circonstances qui conduisent à l'identification précise du temple de Zeus Olympien, qui est ainsi déterminé pour la première fois.

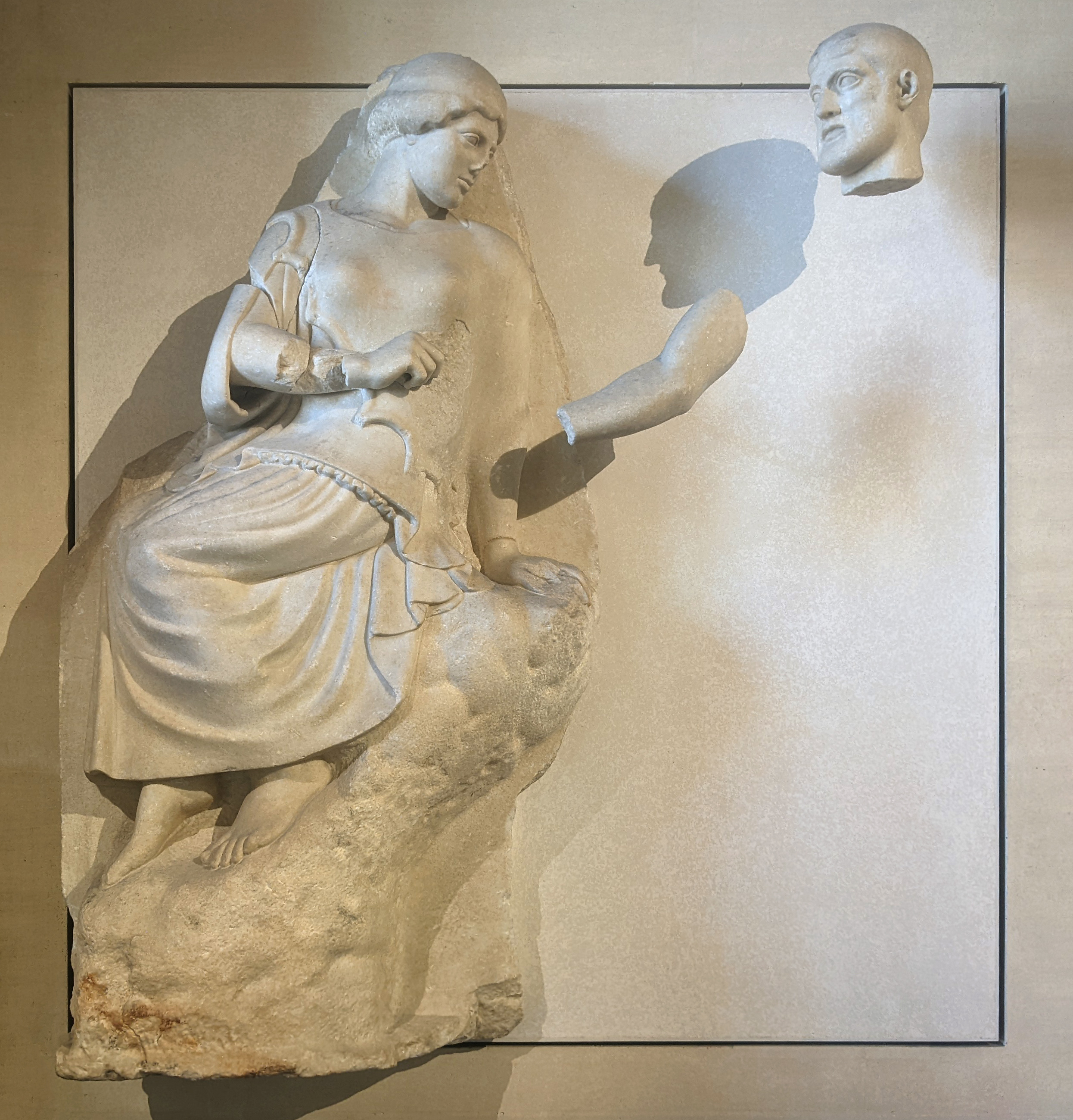
Une des métopes d’Olympie ramenées au Louvre avec l'autorisation du gouvernement grec par l’expédition de Morée.

Là encore, les descriptions précises des sculptures, des éléments de structure du temple et des métopes représentant les Douze travaux d'Héraclès, par Pausanias qui visita le site au cours du second siècle ap. J.-C., se révèlent cruciales pour valider l'identité du temple de Zeus. Ces sculptures, qui témoignent des débuts de l'art classique et du style sévère, frappent fortement les archéologues sur place ou à l’Académie à Paris par leur type nouveau empreint de naturalisme.

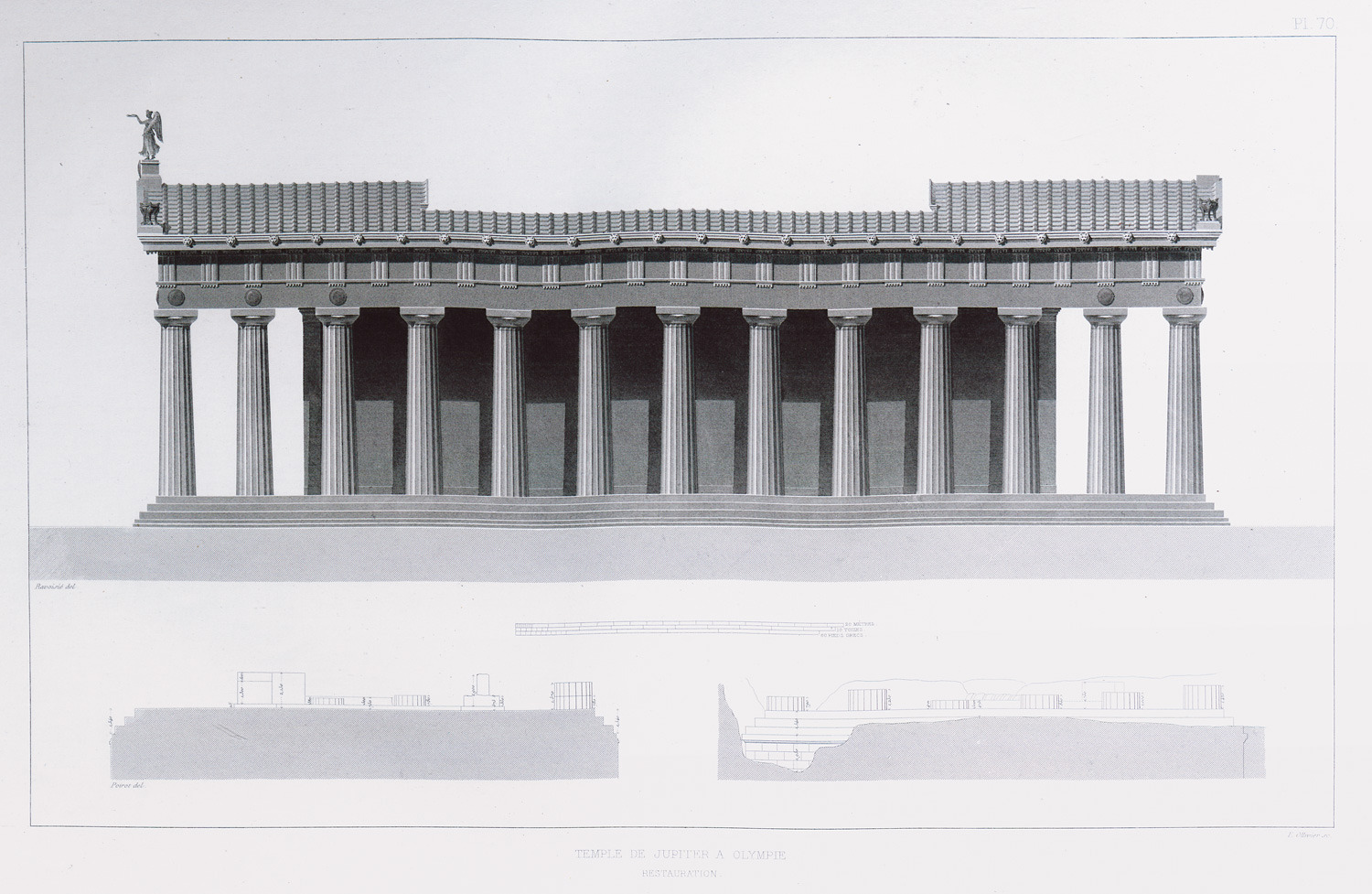
Modèle de restauration du temple de Zeus Olympien (par Abel Blouet)

Comme pour les fouilles pratiquées à Messène, le site est quadrillé topographiquement, des tranchées sont creusées, des sondages sont pratiqués en ligne, et des modèles de restauration sont proposés : l’archéologie se rationalise. On commence alors à quitter la simple chasse au trésor. L’apport primordial de l’expédition scientifique de Morée réside en effet dans son désintérêt total pour le pillage, la chasse aux trésors et la contrebande d'antiquités. Blouet refuse les fouilles risquant d’endommager les monuments, et interdit qu’on mutile les statues pour en emporter un fragment sans intérêt séparé du reste, comme l'avait fait Elgin sur le Parthénon vingt-cinq ans auparavant. Pour cette raison, les trois métopes du temple de Zeus découvertes à Olympie sont transférées au musée du Louvre dans leur intégralité (avec l'autorisation du gouvernement grec de Ioánnis Kapodístrias),. Cependant, beaucoup d'œuvres précieuses sont ré-enfouies afin de les protéger, selon le témoignage direct d'Amaury-Duval. Cette volonté de protéger l’intégrité du monument est un véritable progrès épistémologique.

#### La Grèce byzantine

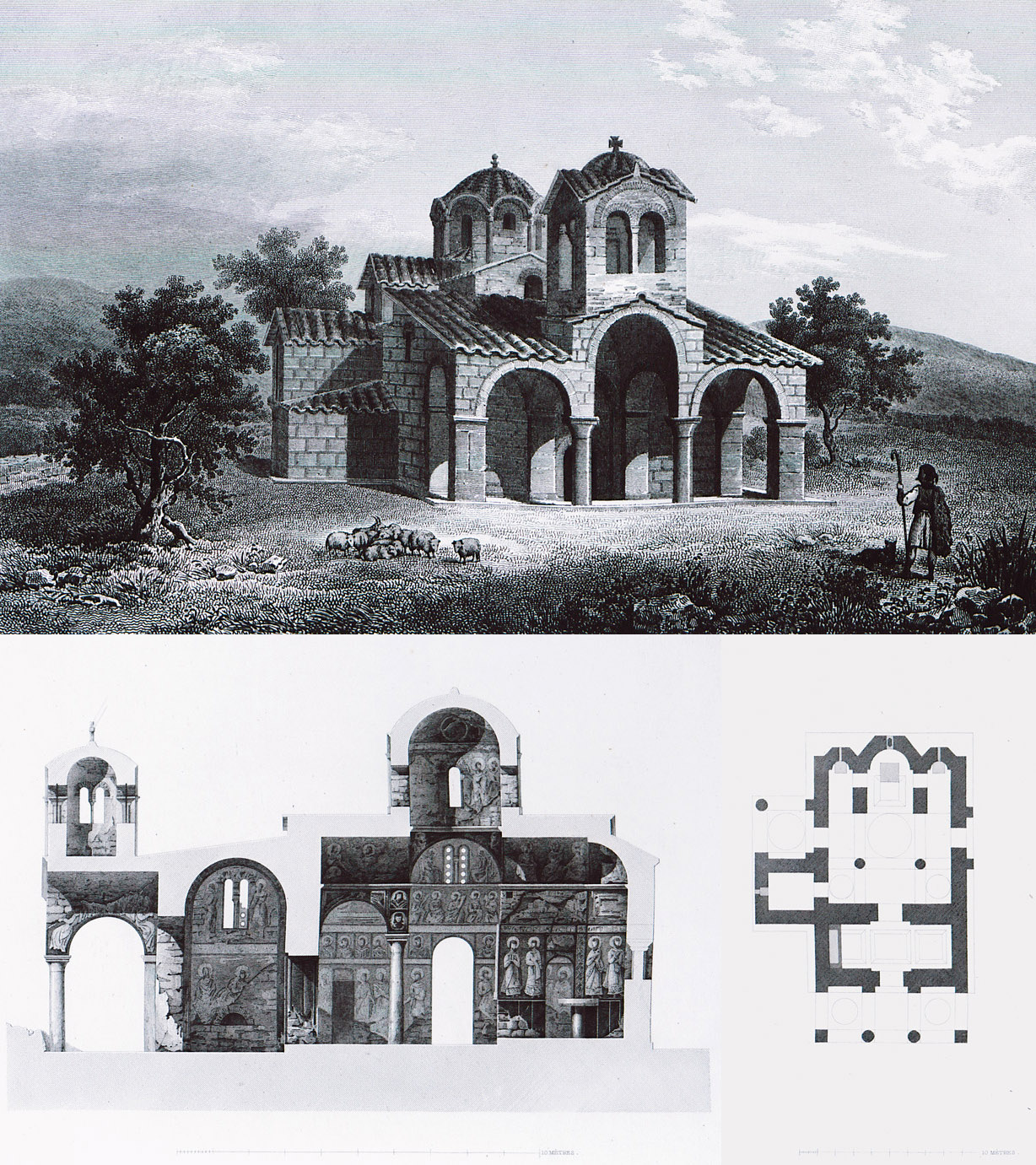
Vue, coupe et plan de l'église de Samari (par Abel Blouet)

L’intérêt des Français ne se limite pas à l’Antiquité seule. Ils décrivent, relèvent les plans et dessinent avec minutie également les monuments byzantins. Bien souvent, jusque-là chez les voyageurs, seule comptait la Grèce antique, la Grèce médiévale et moderne était ignorée. Blouet, dans son Expedition scientifique de Morée ; Architecture, Sculptures, Inscriptions et Vues du Péloponèse, des Cyclades et de l'Attique donne des renseignements très précis sur les églises qu’il rencontre, notamment celles de Navarin (Église de la Transfiguration du Sauveur, à l'intérieur de la nouvelle forteresse Néokastro), d'Osphino (village détruit), de Modon (Église de Saint Basile), d'Androussa (Église de Saint Georges), de Samari (Église de Zoodochou Pigis) ou du monastère de Vourkano (ou Voulkano, monastère de Notre-Dame), parmi d'autres. Par exemple, les planches 19 et 20 du tome 1 sont décrites ainsi : « Vue, plan et coupe de l'église de Samari. Cette église, la plus complète et la mieux conservée de toutes celles que nous avons vues en Grèce, est remarquable par la complication de ses combles qui lui donnent un caractère très-pittoresque. Comme tous les monuments de ce genre, sa construction se compose de moellons et de briques liés par un mortier de terre et de chaux. À l'intérieur, qui est entièrement couvert de peintures à fresque, représentant des sujets tirés de l'Écriture-Sainte, sont deux colonnes en marbre veiné, supportant l'un des côtés de la coupole du milieu ; deux colonnes et deux piliers en pierre noircis par le temps soutiennent le porche d'entrée de la façade principale ; et une autre colonne, également en pierre, porte l'angle du porche latéral. Près de cette église sont des fragments de colonnes qui paraissent avoir appartenu à un monument antique ».

#### La création de l'École française d'Athènes
Les résultats obtenus par l'expédition scientifique de Morée font sentir la nécessité de créer une structure stable et permanente qui permettrait de prolonger le travail de la mission.
À partir de 1846, il devient possible de « continuer systématiquement et en permanence l'œuvre commencée si glorieusement et si heureusement par l'expédition scientifique de Morée » grâce à la création, rue Didot au pied du Lycabette, de l'École française d'Athènes.

### Fin de la mission scientifique
Les membres de l’expédition scientifique ont payé un lourd tribut aux fièvres durant leur séjour en Morée. Beaucoup seront obligés d’écourter leur séjour dans la péninsule et d’être rapatriés en France avant le début de 1830.
La brigade topographique est lourdement touchée : « sur dix-huit officiers qui avaient été successivement employés aux travaux topographiques de Morée, trois y étaient morts et dix, dont la santé fut à tout jamais ruinée, se virent dans l'obligation de prendre leur retraite ». Le capitaine Peytier écrit en 1834 : « c'est la géodésie qui ruine ma santé et je n'en veux plus faire en montagne, à quelque prix que ce soit ». Aussi bien en sont-ils réduits à ne travailler que pendant la saison fraîche et à s'arrêter en été, saison pendant laquelle ils dessinent leurs cartes. Jean-Baptiste Bory de Saint-Vincent évoque quant à lui : « la chaleur horrible qui nous a assaillis en juillet, [et qui] a mis, au reste, toute la brigade topographique en désarroi. Ces messieurs, ayant travaillé au soleil, sont presque tous tombés malades et nous avons eu la douleur de voir mourir, il y a une huitaine de jours, M. Dechièvre à Napoli ». Émile Puillon Boblaye : « Sur douze officiers employés au service géodésique, deux sont morts et tous ont été malades. Nous avons perdu en outre deux sapeurs et un domestique ».
Quant à la section des sciences physiques, alors que ses membres explorent l'embouchure de l'Eurotas au mois de juillet 1829, ils se font piquer par une espèce de moustiques ("cousins", que Gaspard Auguste Brullé décrit pour la première fois comme le Culex kounoupi Br.), n'ayant point prévu de moustiquaires dans leurs tentes. Pierre Théodore Virlet d’Aoust, Sextius Delaunay, Prosper Baccuet, Gaspard Auguste Brullé, trois muletiers, deux sapeurs, un interprète et Villars le valet de chambre, sont tous saisis de violentes fièvres, qui empirent parfois jusqu'au délire, et qui précipitent le départ de la section pour Malvoisie, suspendant ainsi leurs travaux. Bory de Saint-Vincent, l'un des seuls membres de la section à être épargné par la maladie, prend un caïque et se rend aussitôt à Nauplie par mer, malgré les tempêtes, pour aller chercher du secours. Le médecin bavarois philhellène M. Zuccarini est alors envoyé à Malvoisie et sauve tous ses patients, sauf un sapeur et le valet Villars qui décèdent. Le président Ioánnis Kapodístrias met alors à leur disposition un navire à vapeur pour les rapatrier à Nauplie, puis de là, en France. Bory de Saint-Vincent, Pierre Felix Trézel, Virlet d'Aoust et Peytier exploreront ensuite les Cyclades et l'Attique. Dans le section d’archéologie, sont également atteints par la fièvre Léon-Jean-Joseph Dubois, Edgar Quinet et Amaury-Duval, qui sont rapatriés prématurément en France.
Seuls Jean-Baptiste Vietty et Pierre Peytier poursuivent leurs recherches dans le pays après 1830 : jusqu'en août 1831 pour le premier et mars 1836 pour le second.

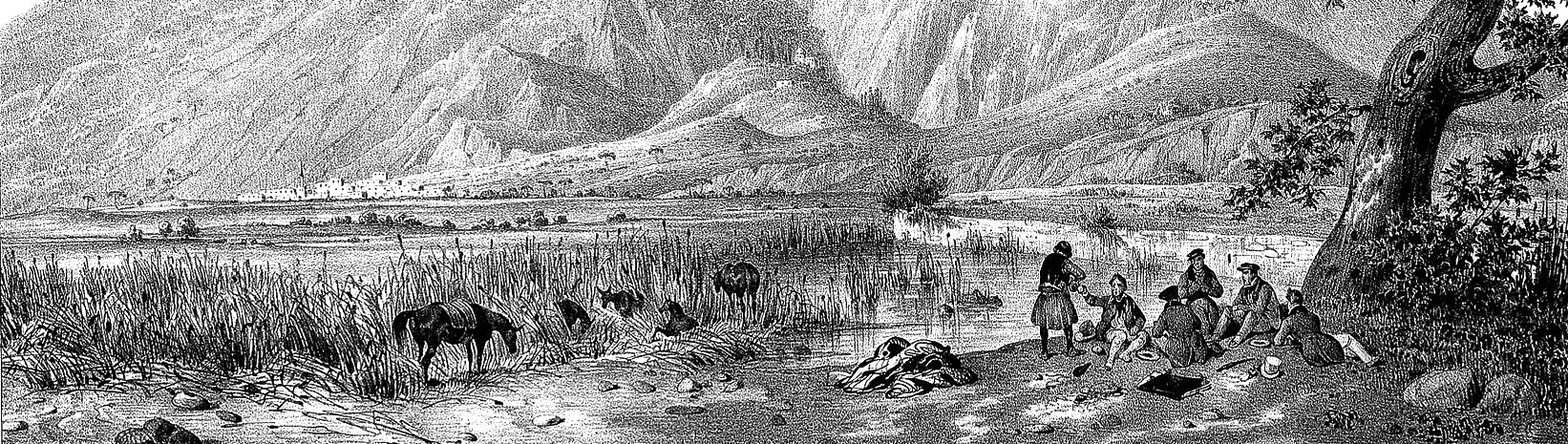
Les membres de la commission scientifique de l’Expédition de Morée se reposant sur les rives du Pamissos, en face des Monts Ithômé et Évan, près de l'antique Messène (par Prosper Baccuet).

## Membres de l'expédition de Morée
Parmi les membres de l'expédition présents en Morée, dix deviendront par la suite Ministres (de la Guerre, de la Marine ou des Affaires étrangères en France, ou de l'Éducation en Grèce pour Michel Schinas) et l'un d'entre eux président du Conseil des ministres (Eugène Cavaignac).

## Publications de l'expédition de Morée
À leur retour en France, les militaires et des scientifiques de l'expédition de Morée relatent leurs expériences personnelles ou présentent leurs résultats scientifiques dans de nombreux ouvrages publiés tout au long XIXe siècle.

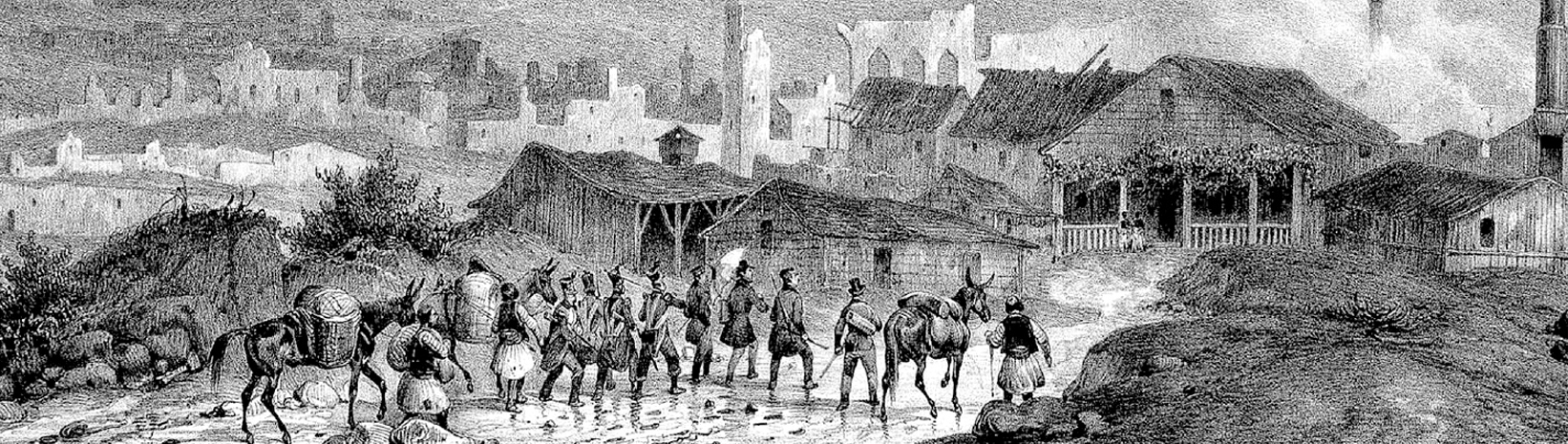
Les membres de la commission scientifique de l’Expédition de Morée accompagnés de soldats français entrant dans la ville de Tripolizza ravagée pendant la guerre d’indépendance grecque (par Prosper Baccuet)

### Expédition militaire
- Charles-Joseph Bastide, Considérations sur les maladies qui ont régné en Morée, pendant la campagne de 1828 (Internet Archive). Thèse présentée publiquement et soutenue à la Faculté de médecine de Montpellier, le 19 mars 1830, par Charles-Joseph Bastide, Chirurgien-Major du 16e Régiment d'infanterie de ligne, pour obtenir le grade de Docteur en Médecine, imprimeur Jean Martel Aîné, Montpellier, 1830.
- J.F. Bessan, Souvenirs de l'expédition de Morée en 1828, suivis d'un mémoire historique sur Athènes, avec le plan de cette ville (Google books), Impr. Henri Gomont, Valognes, 1835.
- Denis Bousquet, Mon voyage en Grèce ou relation de notre campagne sur la fin de l'année 1828, impr. de Marius Olive, Marseille, 1829.
- Eugène Cavaignac, Lettres d'Eugène Cavaignac, Expédition de Morée (1828-1829) (Gallica - BnF), Revue des deux Mondes, 141, 1er mai 1897.
- Lucien Davesiès de Pontès, Études sur l'Orient, par Lucien Davesiès de Pontès, précédées d'une notice biographique par le bibliophile Jacob (Gallica - BnF), et Notes sur la Grèce : Journal d'un lieutenant de Frégate de 1828-33, œuvres posthumes, Michel Lévy Frères, Paris, 1864.
- Alexandre Duheaume, Souvenirs de la Morée, pour servir à l'histoire de l'expédition française en 1828-1829. (Gallica - BnF), Anselin, Paris, 1833.
- Jacques Louis Lacour, Excursions en Grèce pendant l'occupation de la Morée par l'armée française en 1832-33 (Google books), Arthur Bertrand, Paris, 1834.
- Nicolas-Joseph Maison (Lieutenant-général): dépêches adressées au ministre de la Guerre Louis-Victor de Caux, vicomte de Blacquetot, octobre 1828, in Jacques Mangeart, Chapitre Supplémentaire des Souvenirs de la Morée: recueillis pendant le séjour des Français dans le Péloponèse, Igonette, Paris, 1830.
- Jacques Mangeart, Souvenirs de la Morée: recueillis pendant le séjour des Français dans le Péloponèse (Google books), Igonette, Paris, 1830.
- Gaspard Roux, Histoire médicale de l'armée française en Morée, pendant la campagne de 1828 (Google books), Méquignon l'aîné père, Paris, 1829.
- Soult de Dalmatie, La Grèce après la campagne de Morée, Revue Des Deux Mondes (1829-1971), 1/2, première série, 7-87, 1831.
- Journal franco-grec, Le Courrier d'Orient, Patras, 1829.

### Expédition scientifique

#### Section des sciences physiques
Les scientifiques de la Section des sciences naturelles ont publié leurs résultats en six livres, regroupés en trois Tomes (reliés en cinq parties) et un atlas (sixième partie) intitulé « L'expédition scientifique de Morée. Section des sciences physiques », Ministère de l'éducation nationale, France. Commission scientifique de Morée, F.G. Levrault, Paris, 1832-1836 :
- Tome I : Relation (1836) par M. Bory de Saint-Vincent.
- Tome II : Première Partie : Géographie et géologie (1834) par M. Bory de Saint-Vincent.
- Tome II : Deuxième Partie : Géologie et minéralogie (1833) par MM. Puillon de Boblaye et Théodore Virlet.
- Tome III : Première Partie : Zoologie (1832): Première section (Vertébrés, Mollusques et Polypiers) par MM. Geoffroy Saint-Hilaire père et fils, Bibron, Deshayes et Bory de Saint-Vincent. Deuxième section (Animaux articulés) par M. Brullé et Guérin.
- Tome III : Deuxième Partie : Botanique (1832) par MM. Fauché, Inspecteur général du service de santé pour les graminées; Adolphe Brongniart pour les orchidées; Chaubard et Bory de Saint-Vincent pour le reste de la Phanérogamie; ce dernier collaborateur s'est réservé la cryptogamie.
- Atlas (1835): Relation (Cartes & Vues de Paysages), Géologie (Coupes & Roches), Zoologie (Vertébrés & Invertébrés), Botanique.

D'autres ouvrages viennent compléter cet opus :
- Nouvelle Flore du Péloponnèse et des Cyclades par M. Bory de Saint-Vincent, édition revue et augmentée de Flore de Morée. de 1832, F.G. Levrault, Paris, 1838
- Recherches géographiques sur les ruines de Morée par M. Émile Puillon Boblaye, F.G. Levrault, Paris, 1836.
- Notice sur les opérations géodésiques exécutées en Morée, en 1829 et 1830, par MM. Peytier, Puillon-Boblaye et Servier ; suivie d’un catalogue des positions géographiques des principaux points déterminés par ces opérations, par MM. Pierre Peytier, Émile Puillon Boblaye et Aristide-Camille Servier, dans Bulletin de la Société de géographie, tome 19 no 117-122 (Jan-Juin 1833)
- The Peytier Album, Liberated Greece and the Morea Scientific Expedition, in the Stephen Vagliano Collection, Album de Pierre Peytier, Publié par la Banque Nationale de Grèce, Athènes, 1971.
- Percement de l'isthme de Corinthe par M. Pierre Théodore Virlet d'Aoust, p.  408-421, Bulletin de la Société de géographie, tome 2, 1881.

#### Section d'archéologie
- De la Grèce moderne, et de ses rapports avec l'antiquité par M. Edgar Quinet, F.G. Levrault, Paris, 1830.
- Souvenirs (1829-1830) par M. Eugène Emmanuel Amaury Duval, Librairie Plon, E. Plon, Nourrit et Cie, imprimeurs-éditeurs, Paris, 1885.
- Journal de voyage de M. Trézel (inédit), par M. Pierre Félix Trézel, Bibliothèque Nationale de France - BnF, n. acq. fr. 1849, fol. 19r, 21 juillet 1829.
- Jean-Baptiste Vietty et l'Expédition de Morée (1829). À propos de deux manuscrits retrouvés par Stéphane Gioanni, Journal des Savants, De Boccard, 2008, 2 (1), p. 383 - 429. DOI 10.3406/jds.2008.5891
- Mémoire sur l'état présent de la Morée, par M. Michel Schinas, Archives de l'Académie des Sciences de l'Institut de France, Dossier: Commission de Morée (1830). Annoté et commenté par A. Panayiotopoulou-Gavatha. Παναγιωτοπούλου–Γαβαθά, Α. (2016). Ένα υπόμνημα του Μ. Σχινά για την κατάσταση της Πελοποννήσου στα 1830. Σχολιασμένη έκδοση. The Gleaner, 11, 333-362. DOI 10.12681/er.9408

#### Section d'architecture et sculpture
- Tome I : Expedition scientifique de Morée ordonnée par le Gouvernement Français ; Architecture, Sculptures, Inscriptions et Vues du Péloponèse, des Cyclades et de l'Attique (1831) par MM. Abel Blouet, Amable Ravoisié, Achille Poirot, Félix Trézel et Frédéric de Gournay, Firmin Didot, Paris.
- Tome II : Expedition scientifique de Morée ordonnée par le Gouvernement Français ; Architecture, Sculptures, Inscriptions et Vues du Péloponèse, des Cyclades et de l'Attique (1833) par MM. Abel Blouet, Amable Ravoisié, Achille Poirot, Félix Trézel et Frédéric de Gournay, Firmin Didot, Paris.
- Tome III : Expedition scientifique de Morée ordonnée par le Gouvernement Français ; Architecture, Sculptures, Inscriptions et Vues du Péloponèse, des Cyclades et de l'Attique (1838) par MM. Abel Blouet, Amable Ravoisié, Achille Poirot, Félix Trézel et Frédéric de Gournay, Firmin Didot, Paris.

### Sources
- Baloti Xeni D., Le maréchal N.J. Maison (1771-1840) - Un Grand Philhellène, éd. Helliniki Euroekdotiki, Athènes, 1993.
- Bourguet Marie-Noëlle, Lepetit Bernard, Nordman Daniel, Sinarellis Maroula, L’Invention scientifique de la Méditerranée. Égypte, Morée, Algérie, Éditions de l’EHESS, 1998.  (ISBN 2-7132-1237-5)
- Choiseul Gouffier (Marie Gabriel Florent Auguste de) Voyage pittoresque de la Grèce, deux tomes en trois volumes, Paris, 1778-1822[115],[116],[117],
- (en) David Brewer, The Greek War of Independence : The Struggle for Freedom from Ottoman Oppression and the Birth of the Modern Greek Nation, New York, The Overlook Press, 2001, 393 p. (ISBN 978-1-58567-395-7, LCCN 2001036211)
- Wladimir Brunet de Presle et Alexandre Blanchet, La Grèce depuis la conquête romaine jusqu’à nos jours, Paris, Firmin Didot, 1860, 589 p. (lire en ligne)
- Georges Contogeorgis, Histoire de la Grèce, Paris, Hatier, coll. Nations d'Europe, 1992, 477 p. (ISBN 978-2-218-03841-9)
- Driault Édouard, Lhéritier Michel, Histoire diplomatique de la Grèce, de 1821 à nos jours, tome I et II, Paris, Les presses universitaires de France, 1925.
- Gioanni Stéphane, « Jean-Baptiste Vietty et l'Expédition de Morée (1829). À propos de deux manuscrits retrouvés », Journal des Savants, De Boccard, 2008, 2 (1), p. 383 - 429. DOI 10.3406/jds.2008.5891
- Hugo Abel, France militaire. Histoire des armées françaises de terre et de mer de 1792 à 1837. Delloye, 1838.
- (el) Kalogerakou Pigi P. (Καλογεράκου Πηγή Π.), La contribution du corps expéditionnaire français à la restauration des forteresses et des villes de Messénie (Η συμβολή του Γαλλικού εκστρατευτικού σώματος στην αποκατάσταση των φρουρίων και των πόλεων της Μεσσηνίας), in Οι πολιτικοστρατιωτικές σχέσεις Ελλάδας - Γαλλίας (19ος - 20ός αι.), Direction de l'histoire de l'armée (Διεύθυνση Ιστορίας Στρατού), 13-41, Athènes, 2011.
- Kapodístrias Ioánnis, Correspondance du comte J. Capodistrias, président de la Grèce, A. Cherbuliez et Cie., Paris, Genève, 1839.
- (en) Livieratos Evangelos, Université Aristote de Thessalonique, Mapping Greece in 19th Century, website. (el) E. Livieratos 2009, Cartographic adventures of Greece 1821-1919, Athens: MIET/ELIA; p. 287,  (ISBN 978-960-201-194-2)
- (en) Kastanis Andreas, The teaching of mathematics in the Greek military academy during the first years of its foundation (1828–1834), Historia Mathematica, vol. 30, no 2, mai 2003, p. 123-139 (DOI 10.1016/s0315-0860(02)00023-x)
- Polychronopoulou Olga, Archéologues sur les pas d’Homère. La naissance de la protohistoire égéenne, Noêsis, Paris, 1999.  (ISBN 2-911606-41-8)
- Saïtas Yiannis et coll., L'œuvre de l'expédition scientifique de Morée 1829-1838, édité par Yiannis Saïtas, Éditions Melissa, 2011 (1re Partie) - 2017 (2de Partie).
- (el) Σαΐτας Γιάννης et al., Το έργο της γαλλικής επιστημονικής αποστολής του Μοριά 1829-1838, Επιμέλεια Γιάννης Σαΐτας, Εκδόσεις Μέλισσα, 2011 (Μέρος Α΄) - 2017 (Μέρος Β΄).
- Sivignon Michel, Université Paris X - Nanterre, Les enseignements de la carte de Grèce à l’échelle de 1/200.000 (publiée en 1852) (Pergamos - Bibliothèque digitale de l’Université d’Athènes). Communication présentée au colloque de Gythion-Aréopolis Lakonias « Voyageurs et expéditions scientifiques: témoignages sur l'espace et la société de Mani », 4-7 novembre 1993 et publiée in « Mani. Témoignages sur l’espace et la société. Voyageurs et expéditions scientifiques (15e-19e siècle) », Athènes, Institut d’Études Néo-helléniques, 1996, p. 435-445.
- Schmitz Jean, Territorialisation du savoir et invention de la Méditerranée, dans Cahiers d’études africaines, no 165 (2002)
- (el) Simopoulos Kyriakos (el), Ξενοκρατία, μισελληνισμός και υποτέλεια, εκδ. Στάχυ, Αθήνα, 1997, σελ. 450-455.
- (el) Simopoulos Kyriakos (el), Ξένοι Ταξιδιώτες στην Ελλάδα, τομ. 1-4, χ.ε. 1970-76, εκδ. Στάχυ, 2001
- (el) Simopoulos Kyriakos (el), Πως είδαν οι Ξένοι την Ελλάδα του '21 (1821-1829), τομ. 1-5, χ.ε. 1979-82, εκδ. Πιρόγα, 2007
- (el) Thémeli-Katifori Despina (el) (Θεμελή-Κατηφόρη Δέσποινα), Το Γαλλικό Ενδιαφέρον για την Ελλάδα στην Περίοδο του Καποδίστρια 1828-1831, Αθήνα, εκδ. Επικαιρότητα, 1985, (L’intérêt français pour la Grèce pendant la période capodistrienne 1828-1831, Athènes, éd. Epikairotita, 1985).
- Tsagkaraki Anastasie, Les philhellènes français dans la lutte pour l’indépendance grecque (1821-1831), Revue Historique des Armées, 2e trimestre 2016.
- (el) Tisrigos Antonis K. (Αντώνης Κ. Τσιρίγος), L'École capodistrienne de Methóni (Το καποδιστριακό Σχολείο της Μεθώνης, 1829-2016), préface du professeur Pétros Thémélis, Édition privée, Athènes, 2017.
- (el) Tzanakos Nikos (Νίκος Τζανάκος), Η γαλλική εκστρατεία στον Μοριά και ο στρατάρχης Μαιζών (L’expédition française en Morée et le maréchal Maison), Éditions Pikramenos (Εκδόσεις Πικραμένος), Patras, 2017. (ISBN 978-960-662-892-4)
- Vaulabelle Archibald de, Histoire des deux Restaurations, jusqu’à l'avènement de Louis-Philippe, de janvier 1813 à octobre 1830., Perrotin, 1860.
- (en) C. M. Woodhouse, The Philhellenes, Londres, Hodder et Stoughton, 1969, 192 p. (ISBN 034010824X)
- Alessia Zambon (préf. Alain Schnapp), Aux Origines de l'archéologie en Grèce : Fauvel et sa méthode, Paris, cths et INHA, 2014, 351 p. (ISBN 978-2-7355-0822-8).
- (en) Collectif, An Index of events in the military history of the greek nation, Athènes, Hellenic Army General Staff, Army History Directorate, 1998, 1re éd., 471 p. (ISBN 978-960-7897-27-5)
- Le Courrier d'Orient, journal en langue française publié par Maxime Raybaud à Patras entre 1828 et 1829 lors de l'expédition française dans le Péloponnèse.
- (en) The Expedition scientifique de Moree and a map of the Peloponnesus sur le site de l’université Stanford